# Тальхоффер, Ханс
Ханс Тальхоффер (нем. Hans Talhoffer или Dalhover; до 1420 — между 1470 и 1490) — немецкий мастер фехтования (нем. Fechtmeister), служивший «мастером оружия» швабскому рыцарю Лойтольду фон Кёнигзегге, вассалу графа Эберхарда Бородатого из Вюртемберга в южной Германии. Автор, по крайней мере, шести трактатов по фехтованию, в которых рассматривались различные методы боя с оружием, рукопашного и верхового.

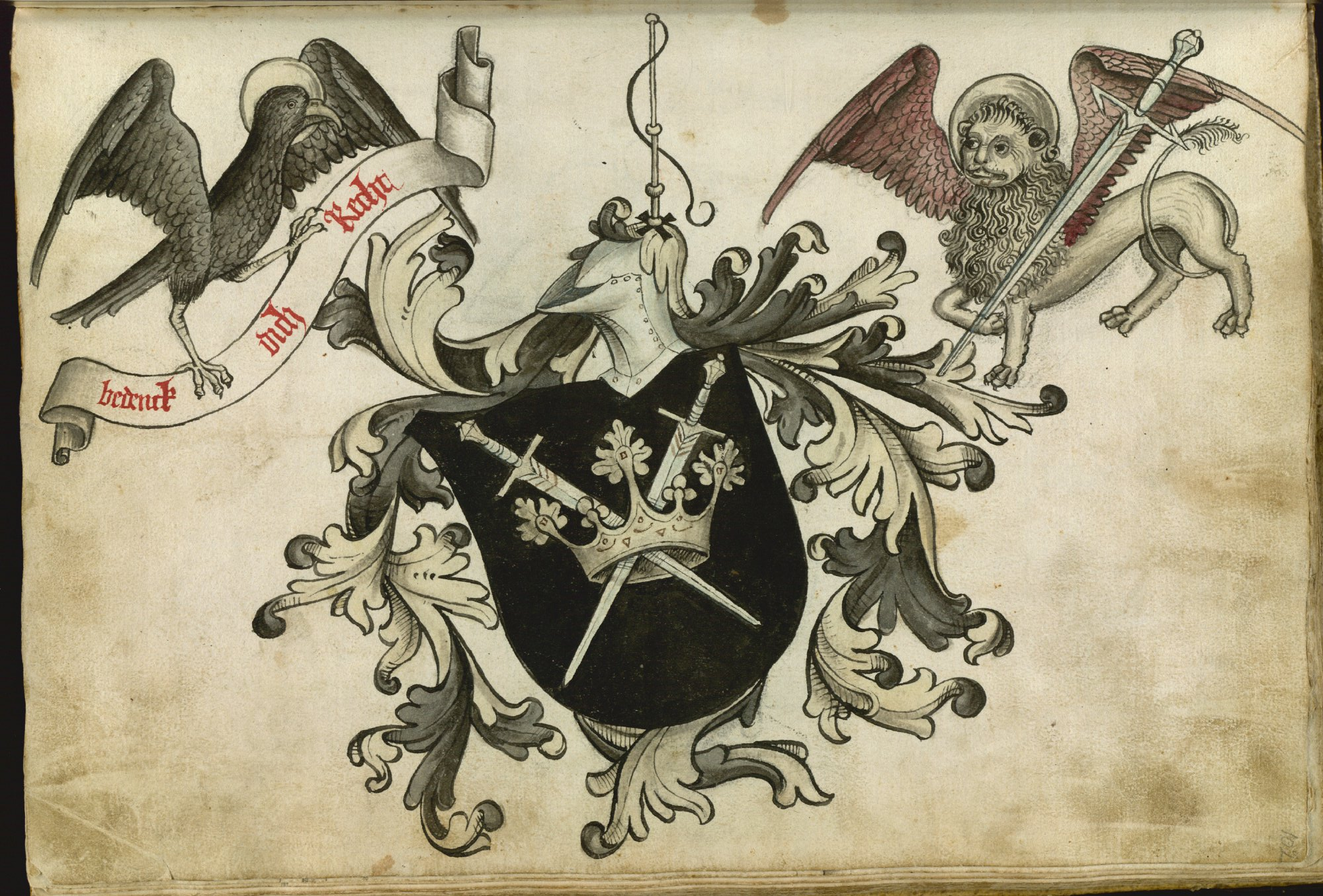
Герб Тальхоффера с эмблемой Братства Св. Марка

## Биография
Биографические сведения крайне скудны, не установлено даже, имел ли он какое-либо специальное образование или военный опыт. Известно, что в 1431—1434 годах он находился на службе у рыцаря Эберхарда Халлера в Нюрнберге, по-видимому, в качестве пажа или оруженосца. 

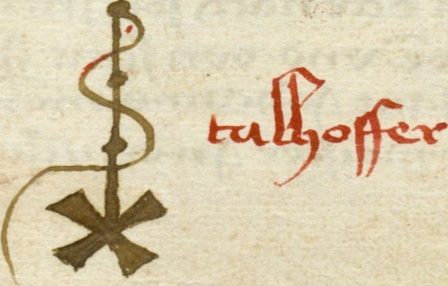
Автограф Тальхоффера из рукописи 1459 г.

В документах он впервые упоминается под 1433 годом в качестве представителя архиепископа Зальцбургского Иоганна Рейсберга на фемическом суде. В следующем 1434 году подвергся аресту по делу нюрнбергского аристократа Якоба Ауэра, обвинённого в братоубийстве, но, вероятно, был оправдан и освобождён благодаря заступничеству своего господина. В 1437 году он упоминается как служащий канцелярии в Хоэнбурге, а с начала 1440-х годов становится известен в качестве мастера меча.
Свою первую рукопись по фехтованию «Talhoffer Fechtbuch, MS Chart.A.558» (букв. «учебник фехтования Тальхоффера») написал около 1443 года, по-видимому, для личных нужд. Значительную часть её вместо текста представляет наглядное пособие, состоящее из иллюстраций, изображающих боевые и тренировочные позы, частные, турнирные и судебные поединки, дающих довольно точное представление о бытовавших в его времена приёмах обращения с различным оружием. Помимо этого, рукопись содержит трактат по астрологии и переложение книги Конрада Кизера «Bellifortis» (1405), посвящённой военной технике и искусству фортификации Позднего Средневековья.
Около 1445 года Тальхоффер поступил на службу к рыцарю Лойтольду фон Кёнигзегге из Швабии, вассалу вюртембергского графа Эберхарда Бородатого, которому неоднократно давал уроки фехтования, а также готовил его для судебного поединка. Специально для ученика в 1446 году им составлен был новый трактат (HS XIX.17–3), в отличие от предыдущего, содержащий словесные пояснения, а также его собственный портрет.
В 1450 году Тальхоффер был нанят для преподавания фехтования братьям-рыцарям Давиду и Буппелину фон Штайнау, для чего им составлено было новое руководство (MS 78 A 15), представлявшее из себя расширенную версию предыдущего.
В 1454 году Тальхоффер объявляется в швейцарском Цюрихе, где преподаёт фехтование и выносит решения по судебным поединкам. В 1459 году он создаёт новую расширенную версию своего трактата, сохранившуюся в рукописи из Копенгагена (MS Thott 290.2). Он продолжал преподавать фехтование в 1460-е и 1470-е годы, а в 1467 году создал свой последний трактат «Руководство по фехтованию на 1467 год» (нем. Fechtbuch aus dem Jahre 1467), предназначенный для графа Эберхарда Вюртембергского, заплатившего ему за труд 10 гульденов и меру овса и ржи.
Хотя рыцарского звания Тальхоффер, по-видимому, не имел, лев на его гербе позволяет предполагать, что он мог быть членом или даже основателем фехтовальной гильдии Франкфурта — Братства Св. Марка, первые сведения о котором датируются 1474 годом.
Умер после 1470, возможно, около 1490 года. В последний раз упоминается в 1489 году в Мюнхене (Бавария).

## Работы
Сохранились следующие рукописи трудов Тальхоффера.
- (1) MS Chart. A 558, Гота, 151 лист, 178 рисунков, 41 страница текста, 1443.
- (2) HS XIX. 17–3, Кёнигзегг, 73 листа, 1450-е.
- (3) P 5342 B (Cod. Nr. 55 Ambras). Список трактата (2).
- (4) 78 A 15, Берлин, 77 листов, не позднее 1459.
- (5) Thott 290 2, Королевская библиотека, Копенгаген, Hans Talhoffers Alte Armatur und Ringkunst, 150 листов, 1459.
- (6) Cod. icon. 394, 137 листов, 1467.
- (7) Cod. Vindob. Ser. Nov. 2978, 276 листов, список трактата (6) XVI века.

## Оценки
По словам директора «Ассоциации боевых искусств Ренессанса» (англ. Association for Renaissance Martial Arts) Джона Клементса, хотя термин «боевые искусства» ассоциируется, прежде всего, с Азией, работы Тальхоффера являются примером аналогичных практик в средневековой Европе и позволяют иллюстрировать «высокоразвитые и инновационные европейские боевые искусства, основанные на сложных, систематических и эффективных навыках».
Марк Ректор отмечал, что средневековые мечи были довольно лёгкими — от 2 до 4 фунтов (0,9–1,8 кг), и хорошо сбалансированными. Европейская техника боя основывалась на активном маневрировании и принципе одновременности: каждая атака содержала защиту и каждая защита содержала контратаку.
В трудах Тальхоффера рассмотрена работа с такими предметами вооружения, как меч, кинжал, древковое оружие, палица, щиты.
Предметом дискуссии является связь его школы с традицией известного мастера меча XIV века из Средней Франконии Иоганна Лихтенауэра.
Рукопись Тальхоффера «Старинное оружие и искусство боя» (нем. Alte Armatur und Ringkunst) 1459 года из Королевской библиотеки в Копенгагене отличается от остальных цветными иллюстрациями. Помимо работы с оружием, в ней рассмотрены другие аспекты, связанные с ведением войны. К их числу относятся приспособления для осады и штурма крепостей, «боевые тележки», снаряжение для длительного пребывания под водой, способы приготовления взрывчатых и отравляющих веществ, снотворного и даже рецепт долго не черствеющего хлеба. Помимо всего этого, описаны некоторые приёмы борьбы и самообороны без оружия, различные воинские хитрости и уловки, воспроизведены образцы специального оружия и одежды для судебных поединков.
Последний трактат Тальхоффера «Fechtbuch aus dem Jahre 1467», помимо описания фехтовальных и борцовских приёмов, демонстрирует технику владения одноручным, полутораручным и двуручным мечом, кривым фальшионом, кинжалом, ударным и древковым оружием, а также фехтовальным щитом и арбалетом.

## Галерея изображений
Из «Фехтовальной книги на 1467 год» (нем. Fechtbuch aus dem Jahre 1467). Рукопись BSB-Hss Cod.icon.394a из Баварской государственной библиотеки (Мюнхен).

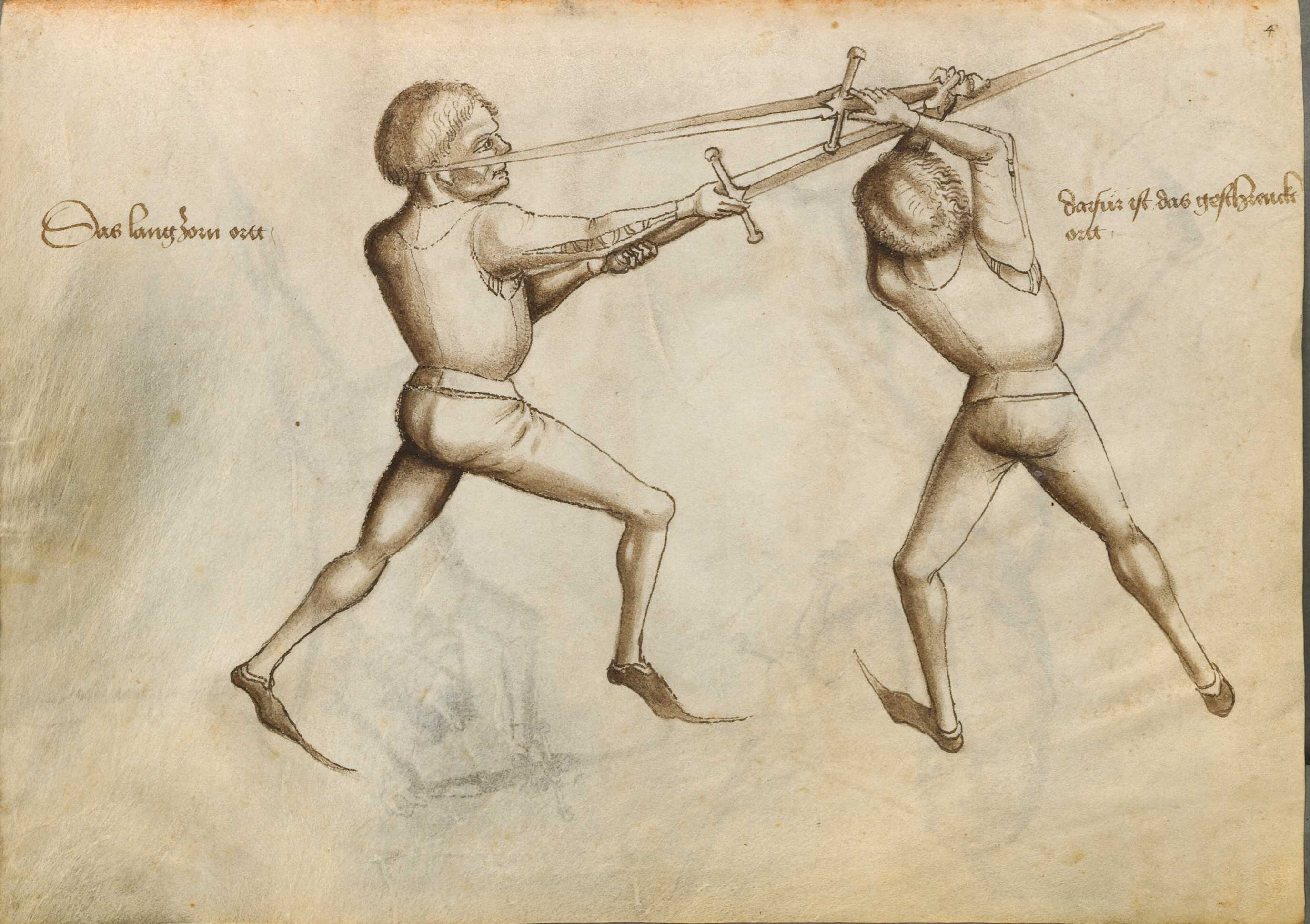
Схватка на полутораручных мечах.
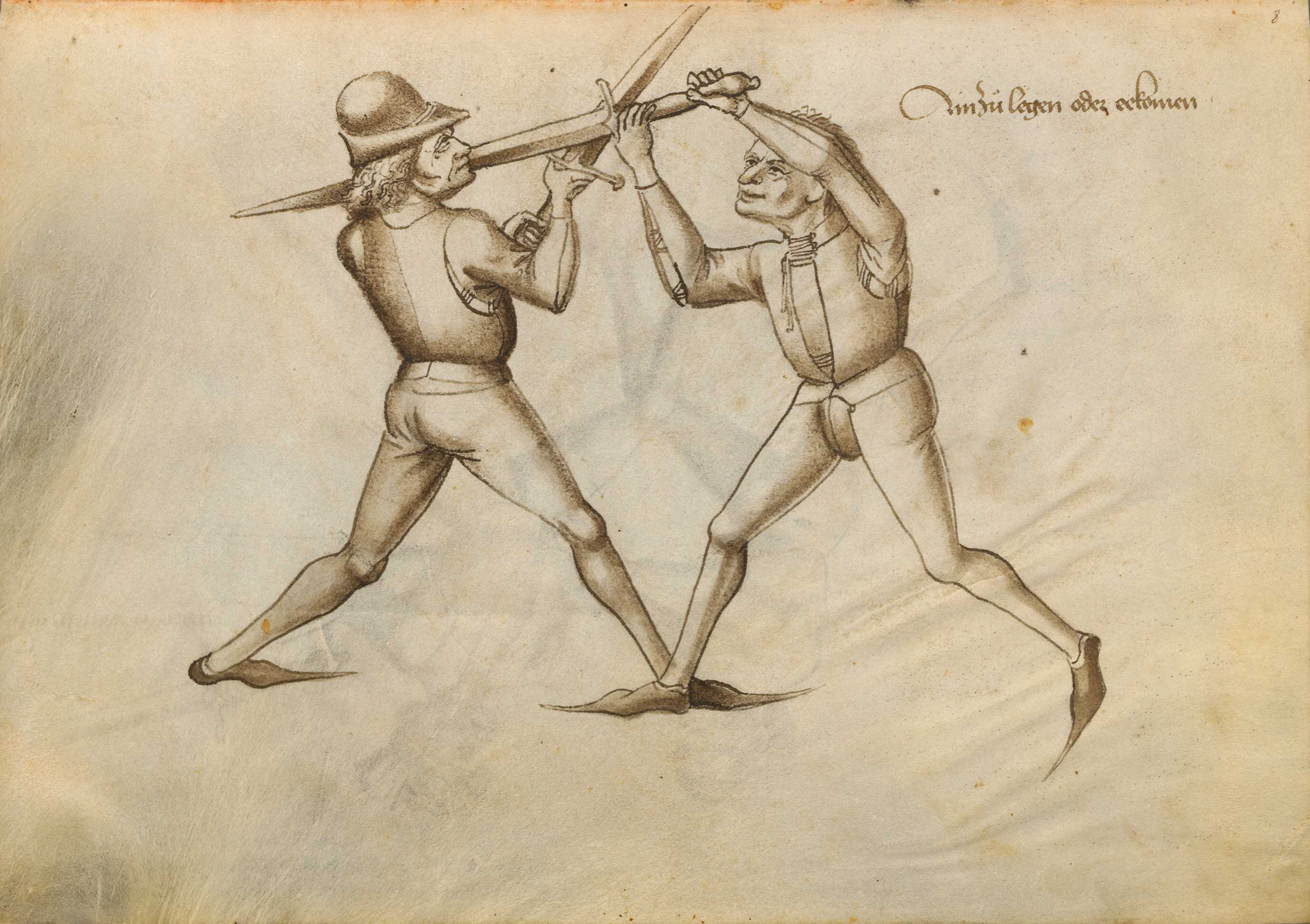
Схватка на полутораручных мечах.
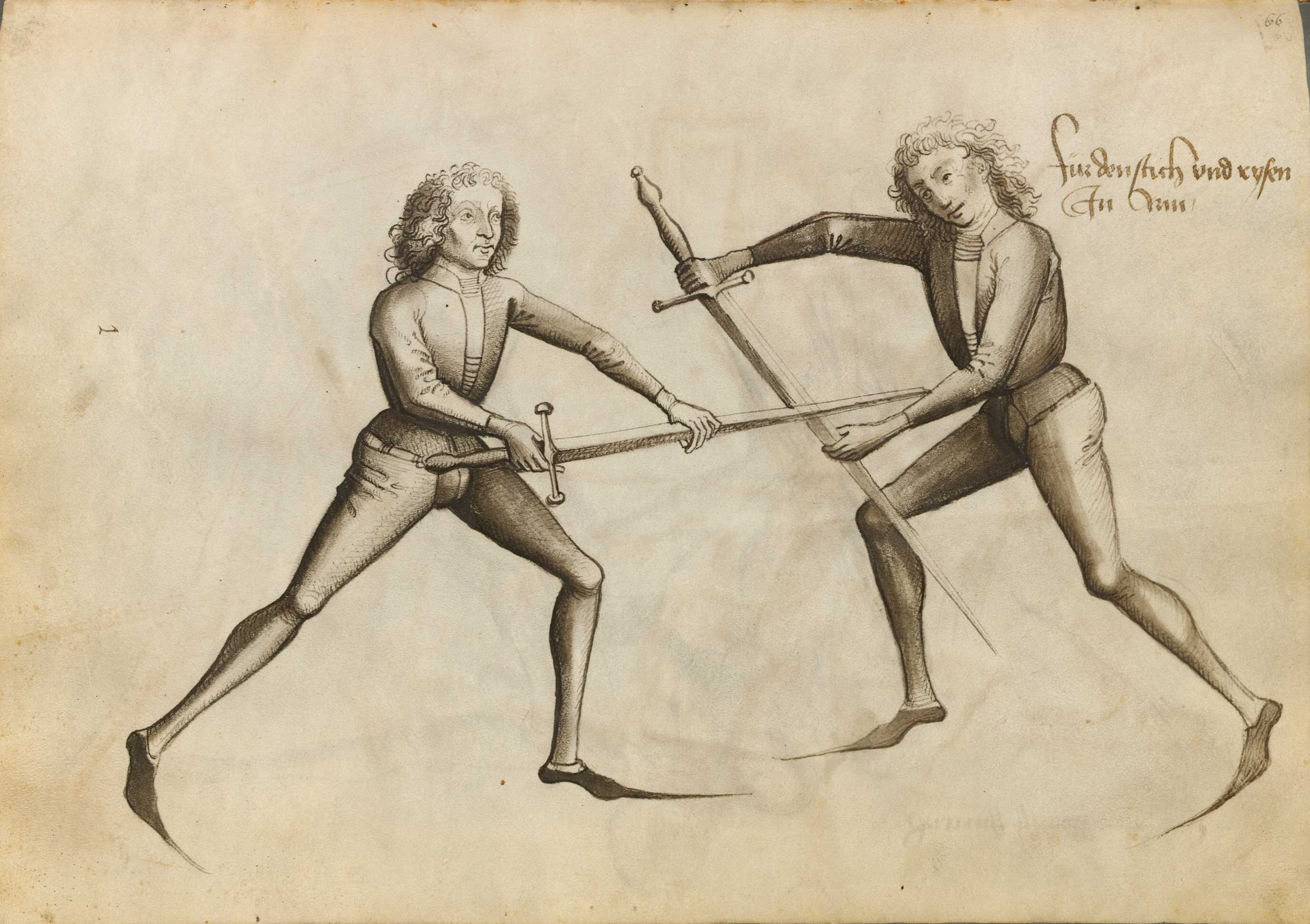
Схватка на полутораручных мечах.
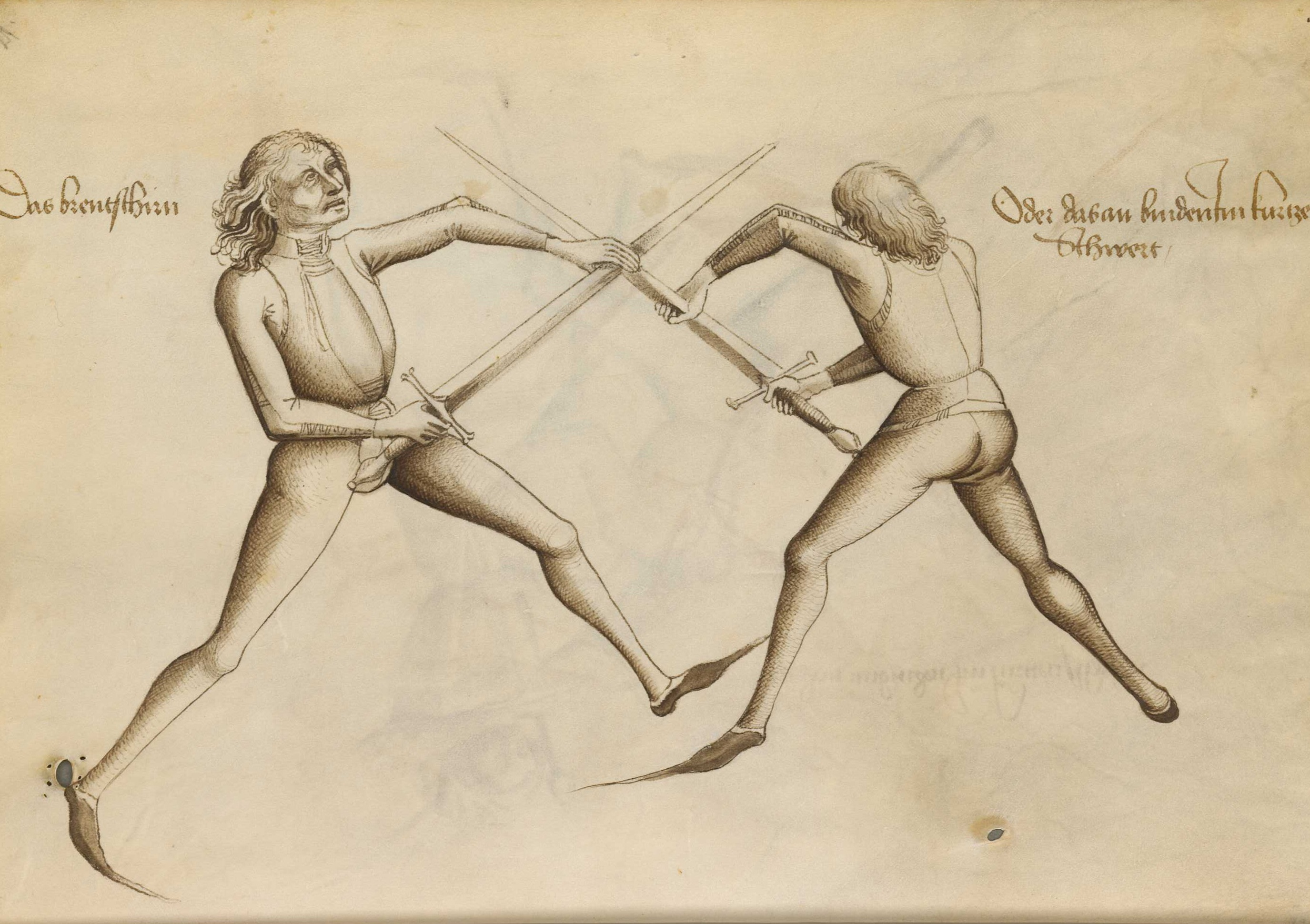
Схватка на двуручных мечах.
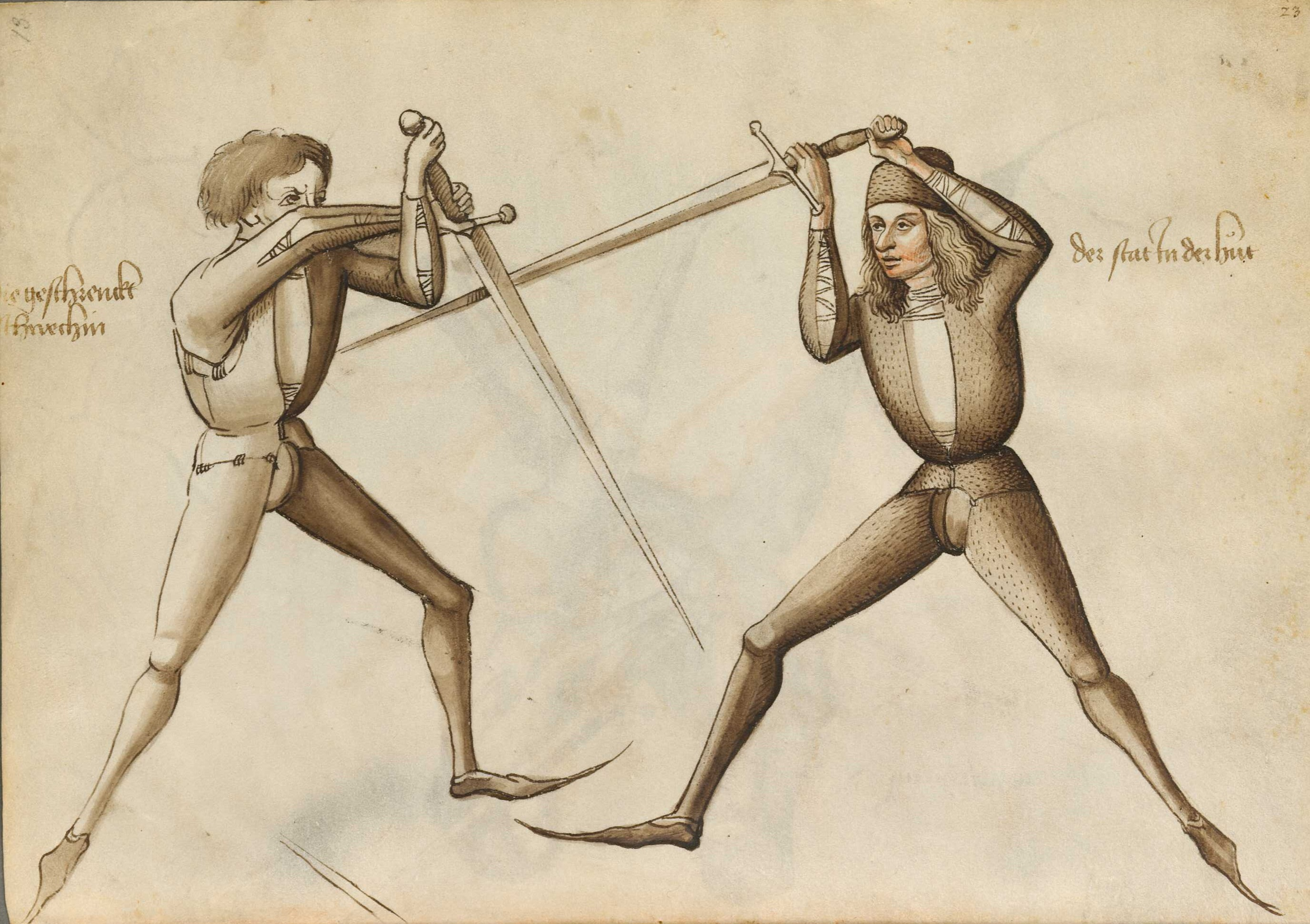
Схватка на двуручных мечах.
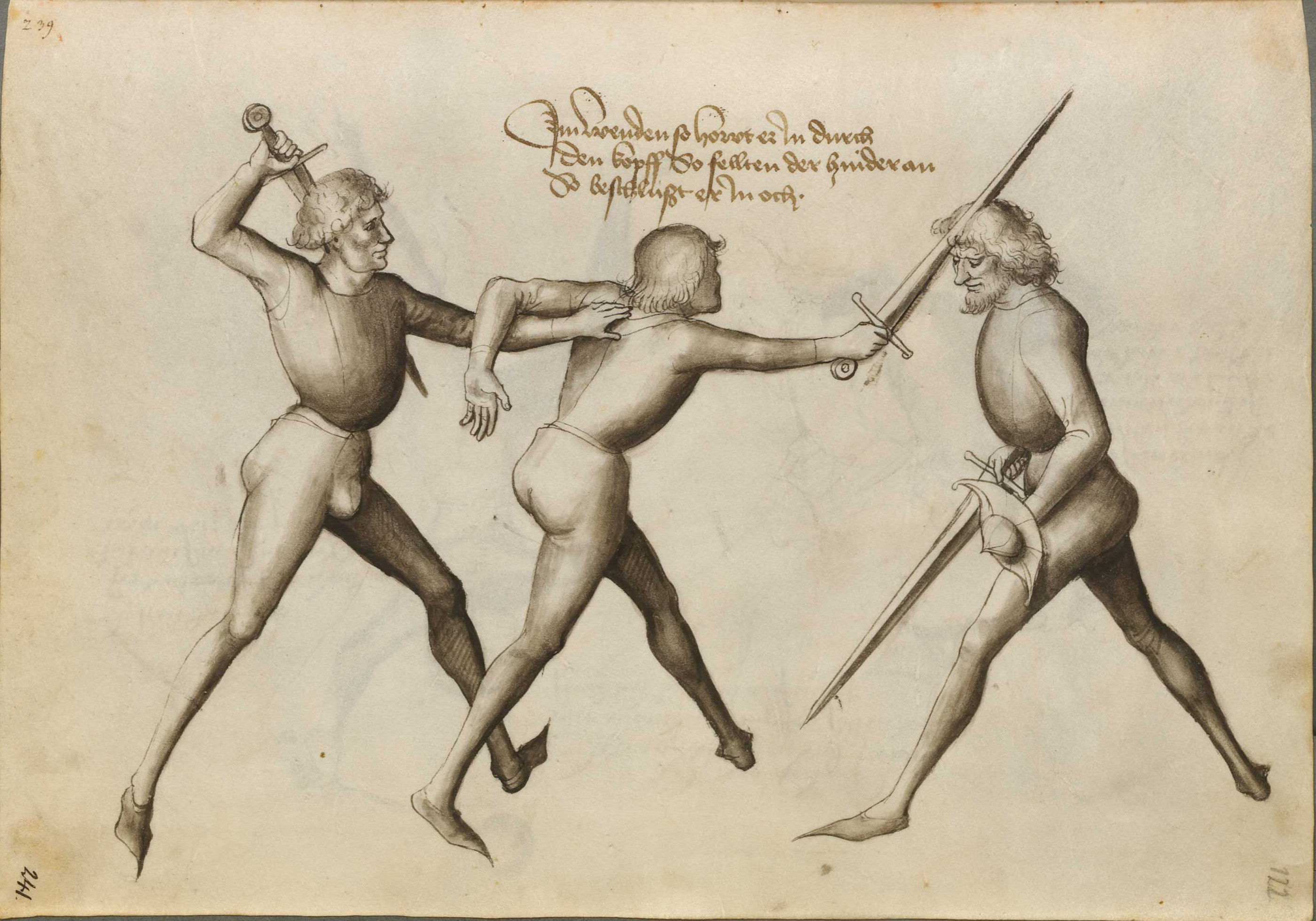
Схватка на мечах с двумя противниками.
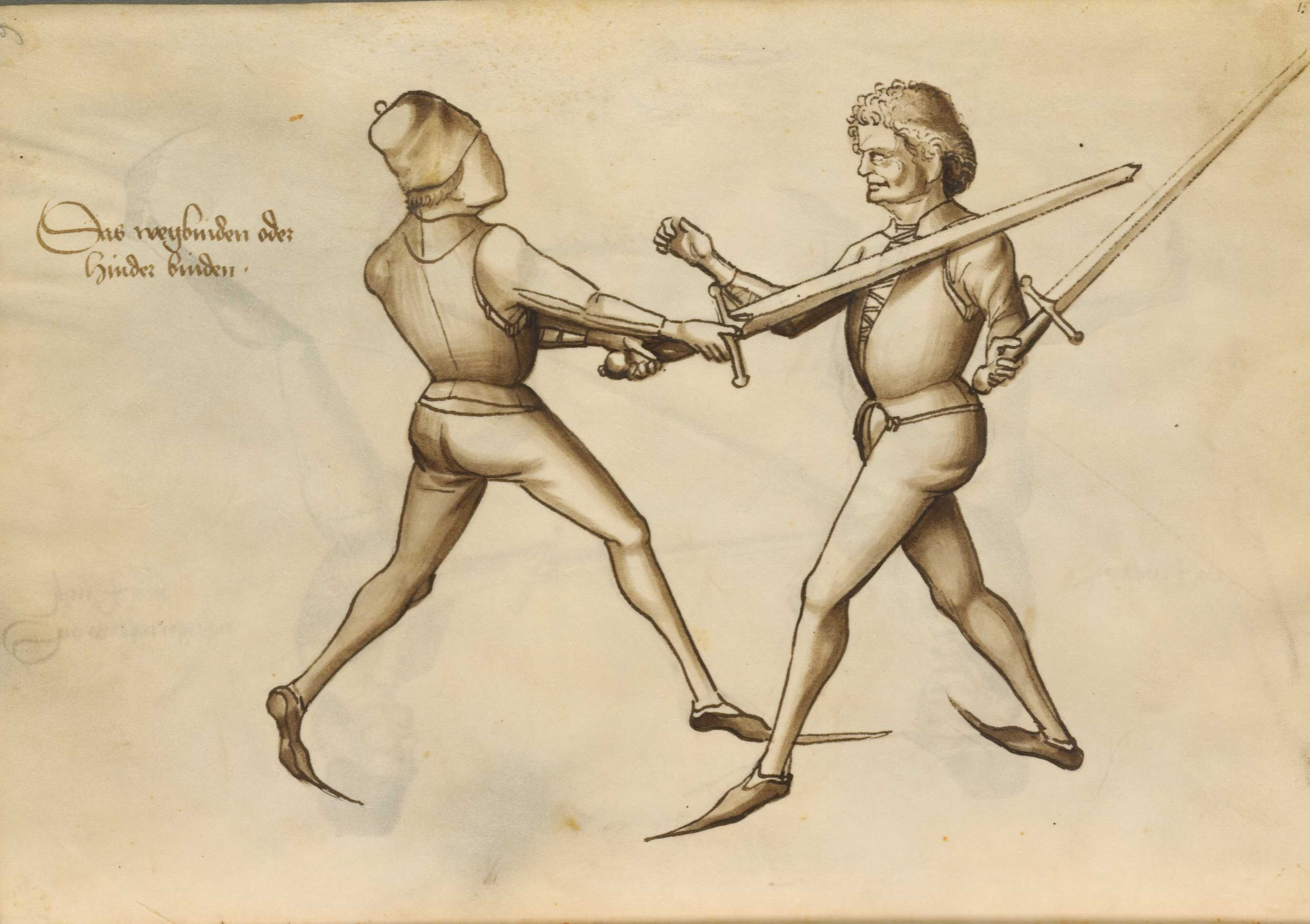
Схватка на мечах с противником, глаза которого закрыты маской.
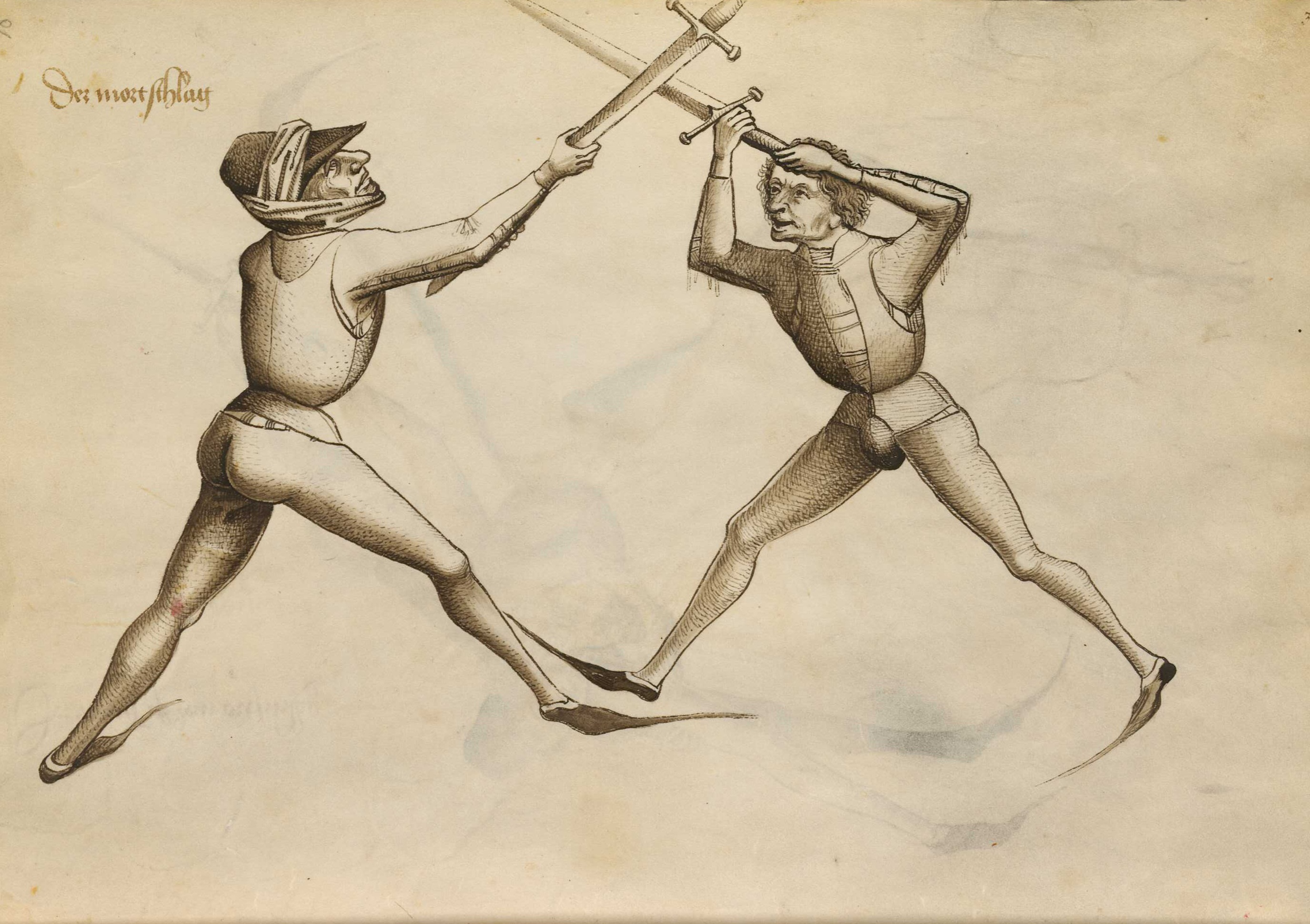
Парирование удара лезвием в схватке на мечах.
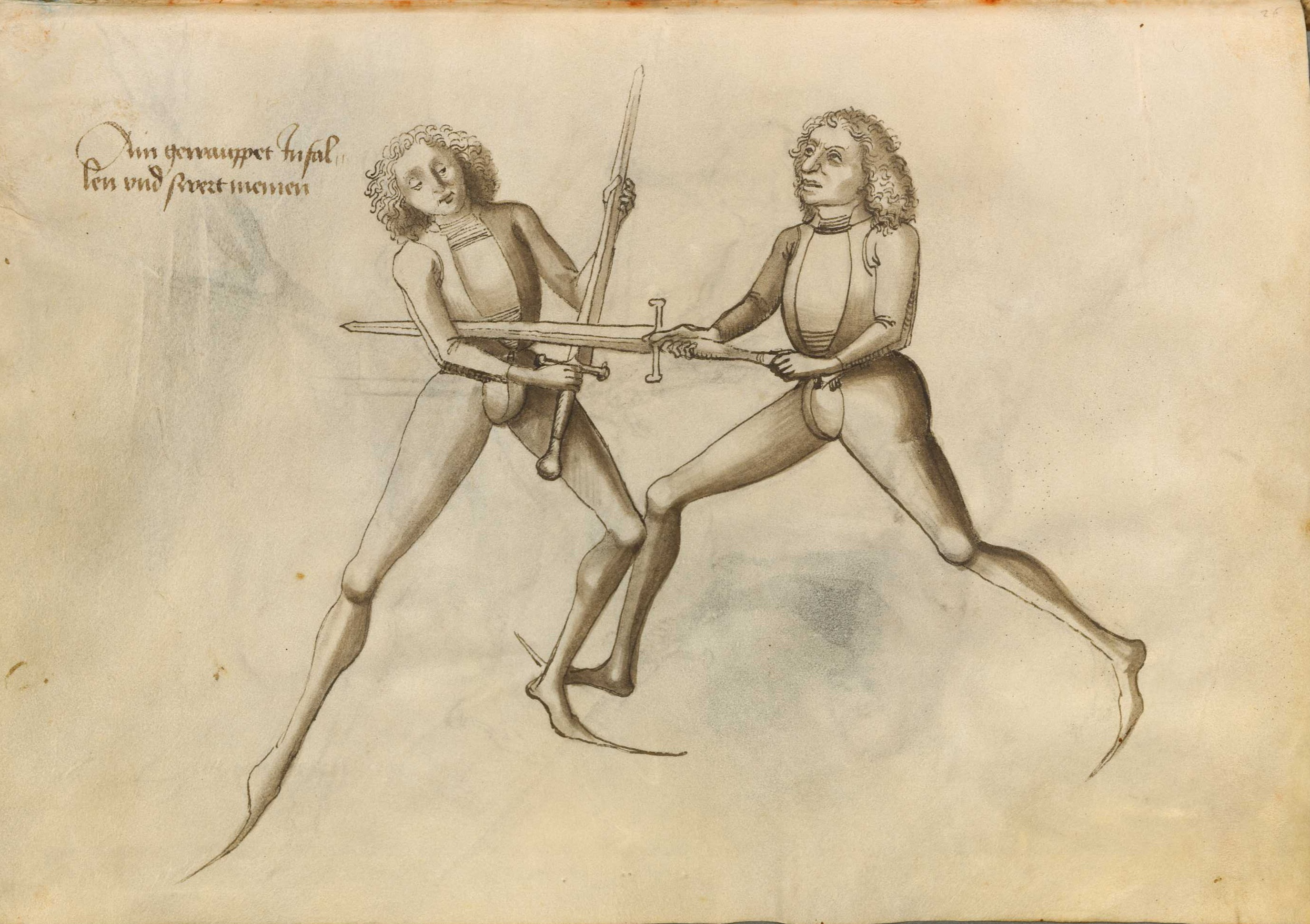
Обезоруживающий противника приём в схватке на мечах.
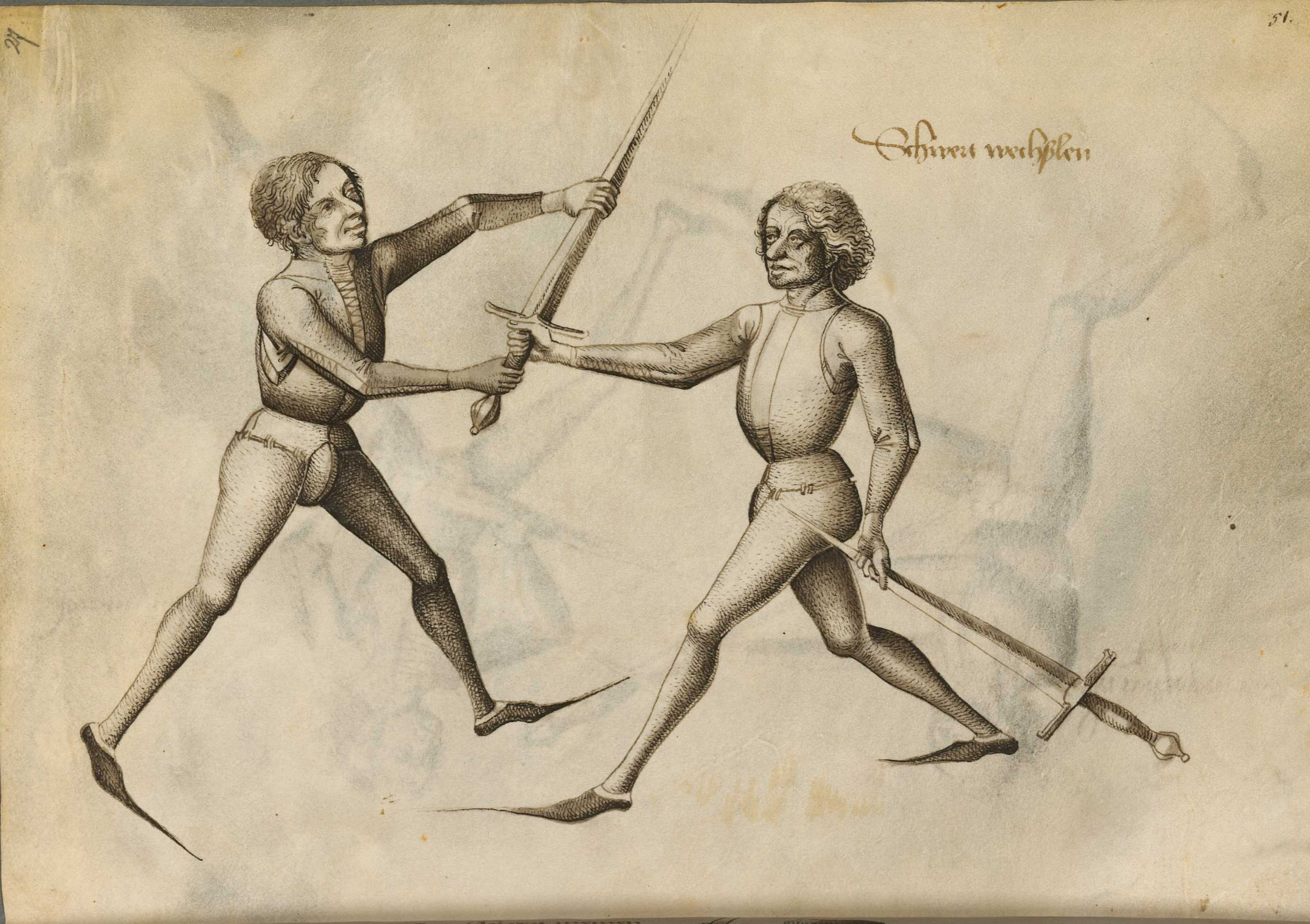
Захват рукояти оружия противника в схватке на мечах.
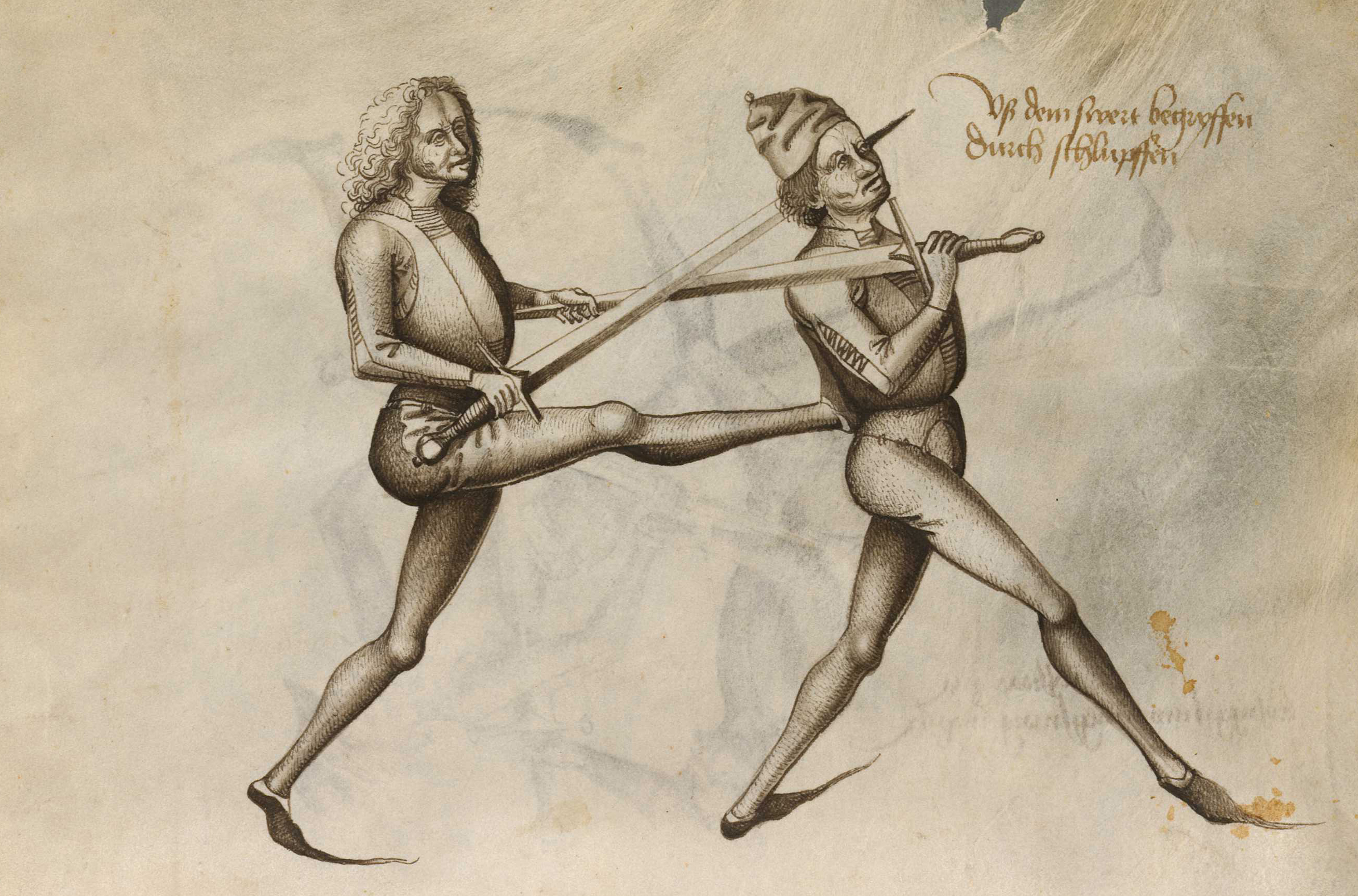
Укол противника в затылок в схватке на мечах.
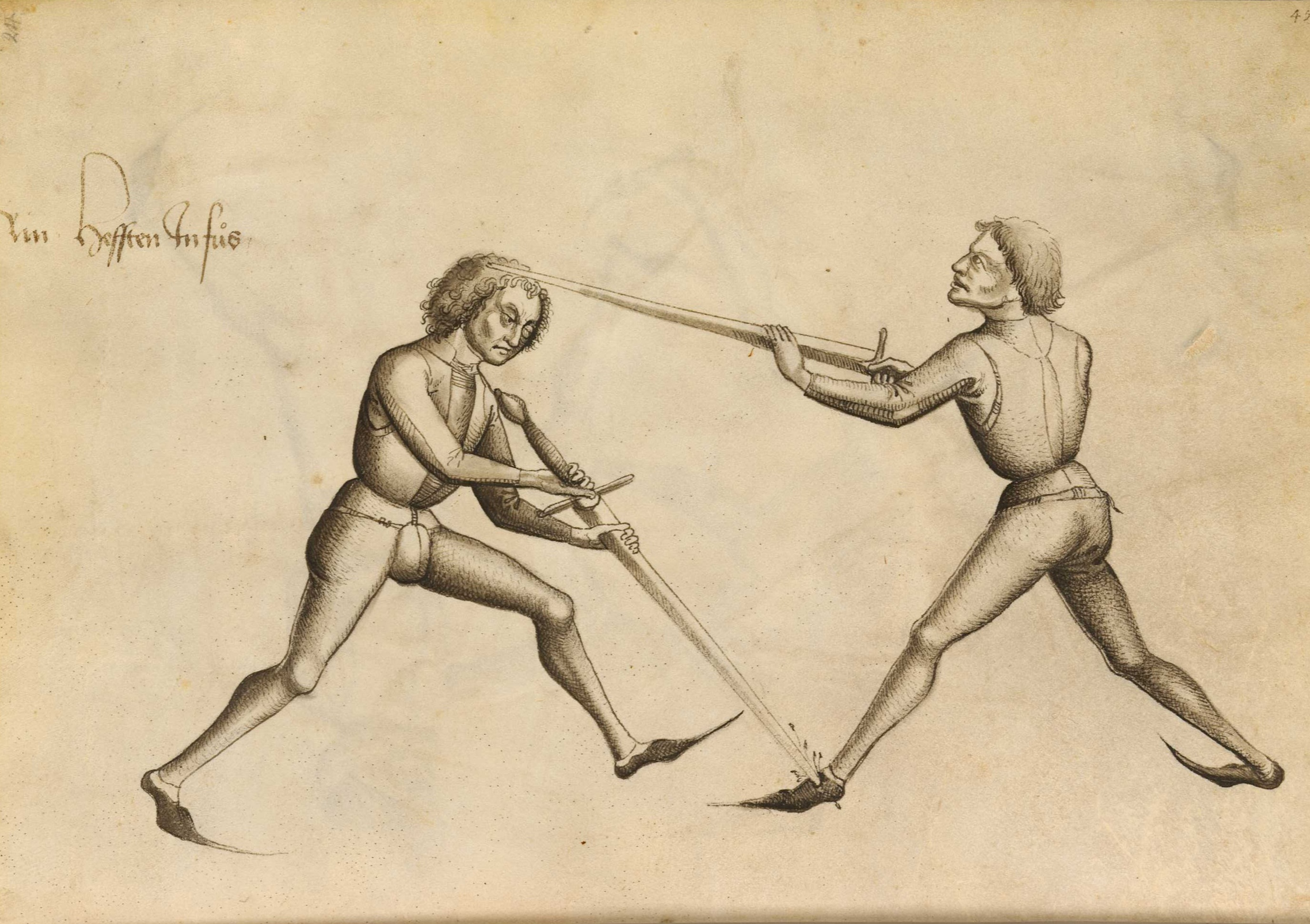
Укол противника в ступню в схватке на мечах.
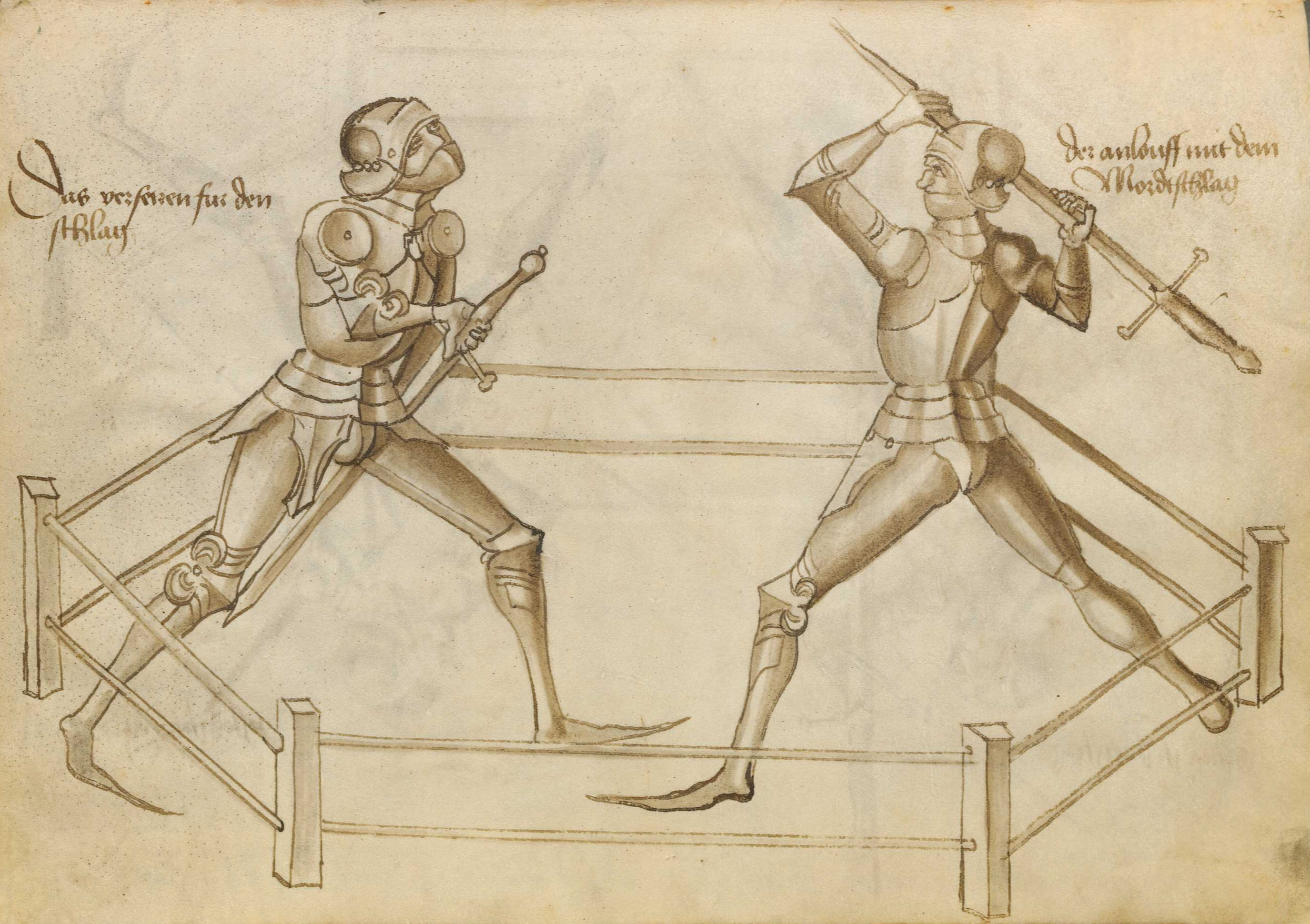
Колющий удар мечом в схватке в доспехах.
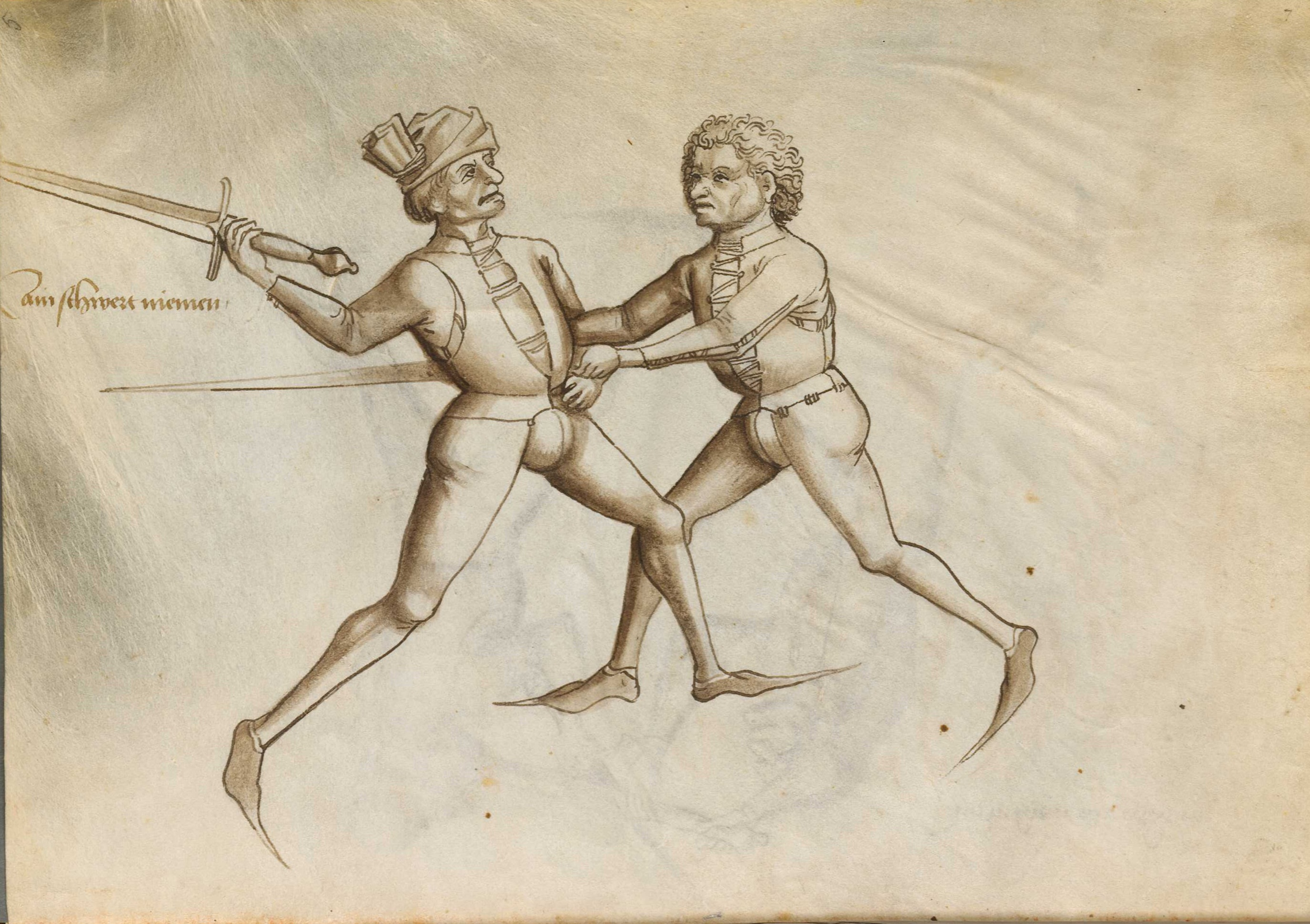
Колющий удар мечом в схватке без доспехов.
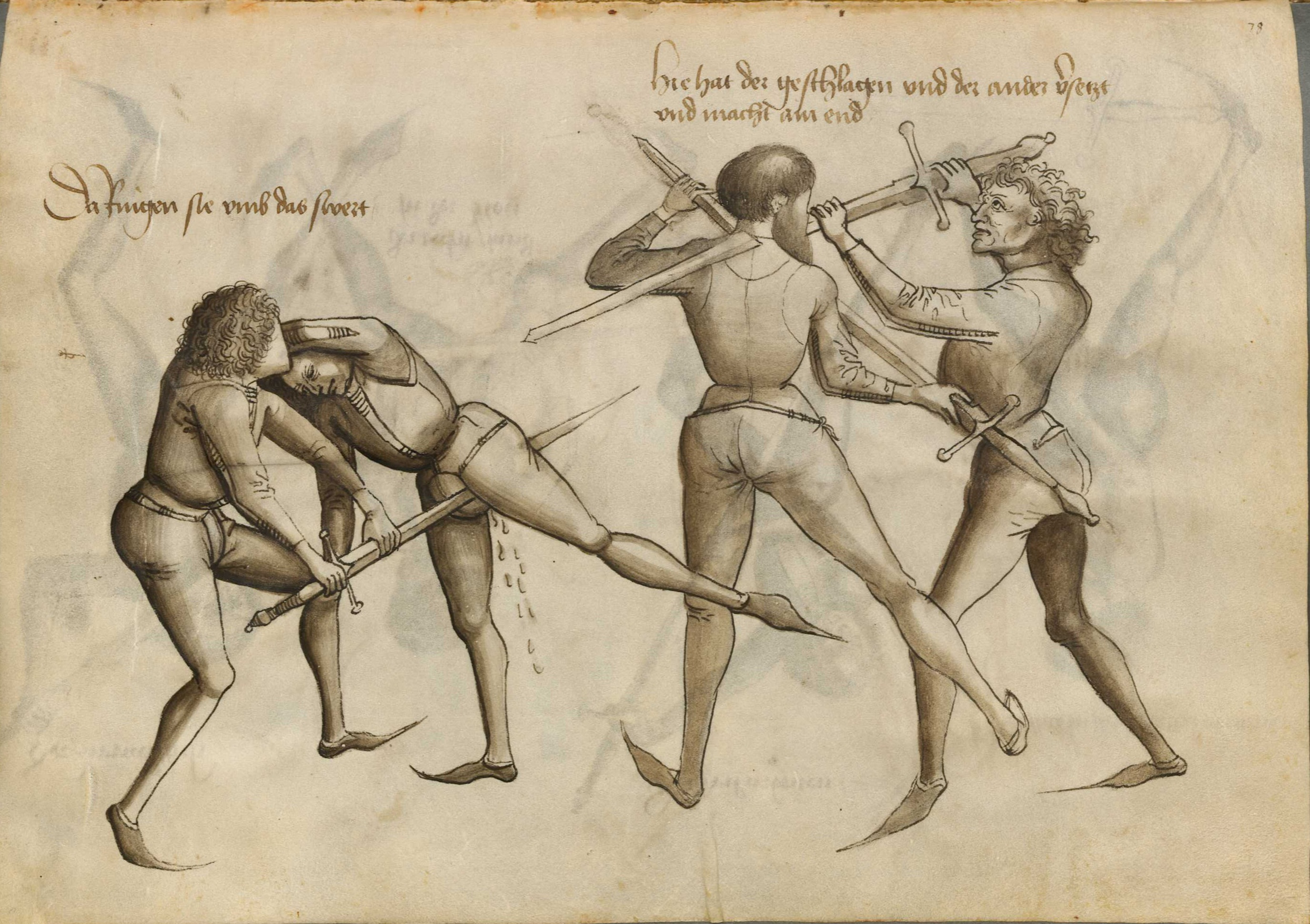
Колющие удары в парной схватке на мечах.
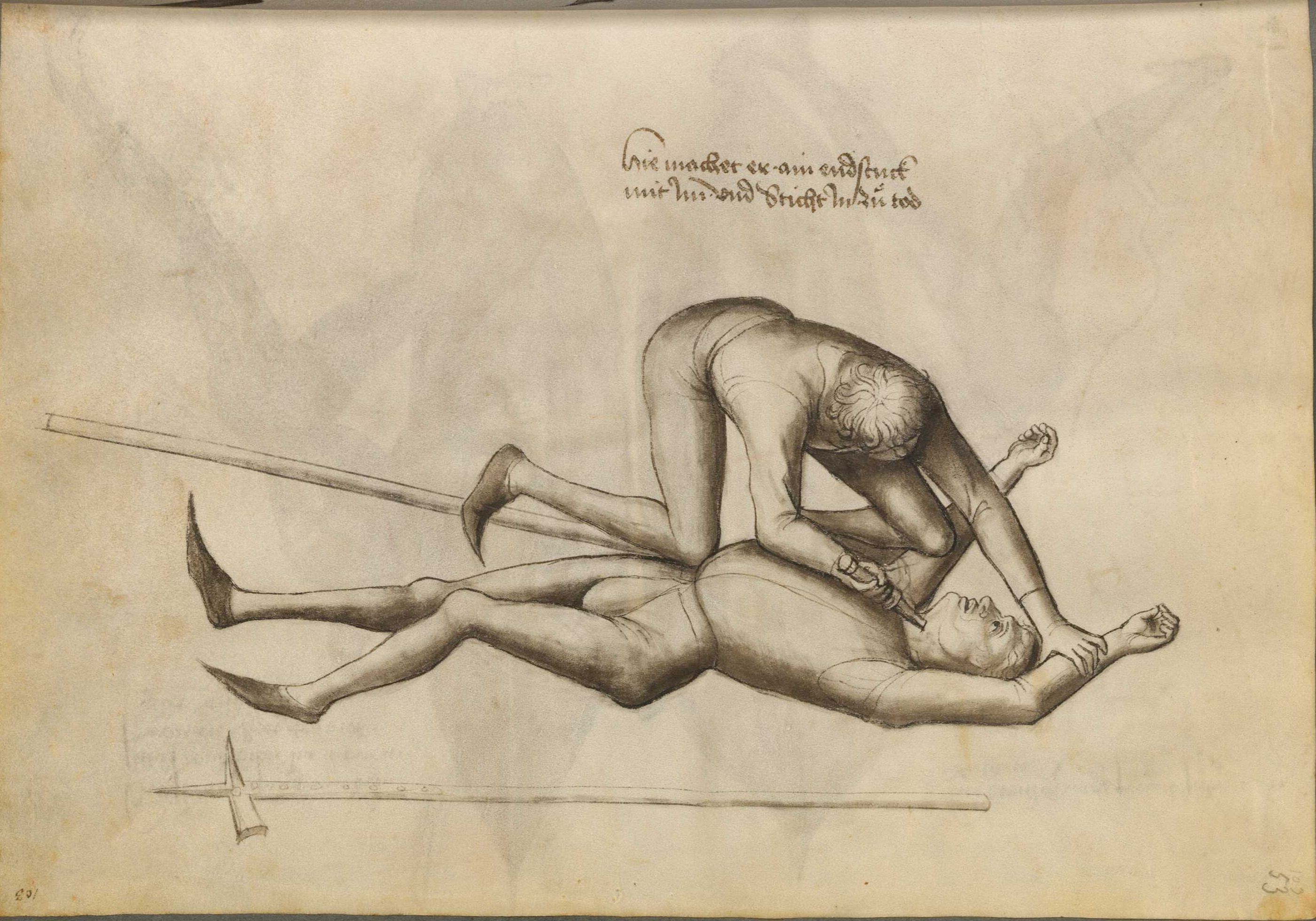
Добивание поверженного противника кинжалом-дагой.
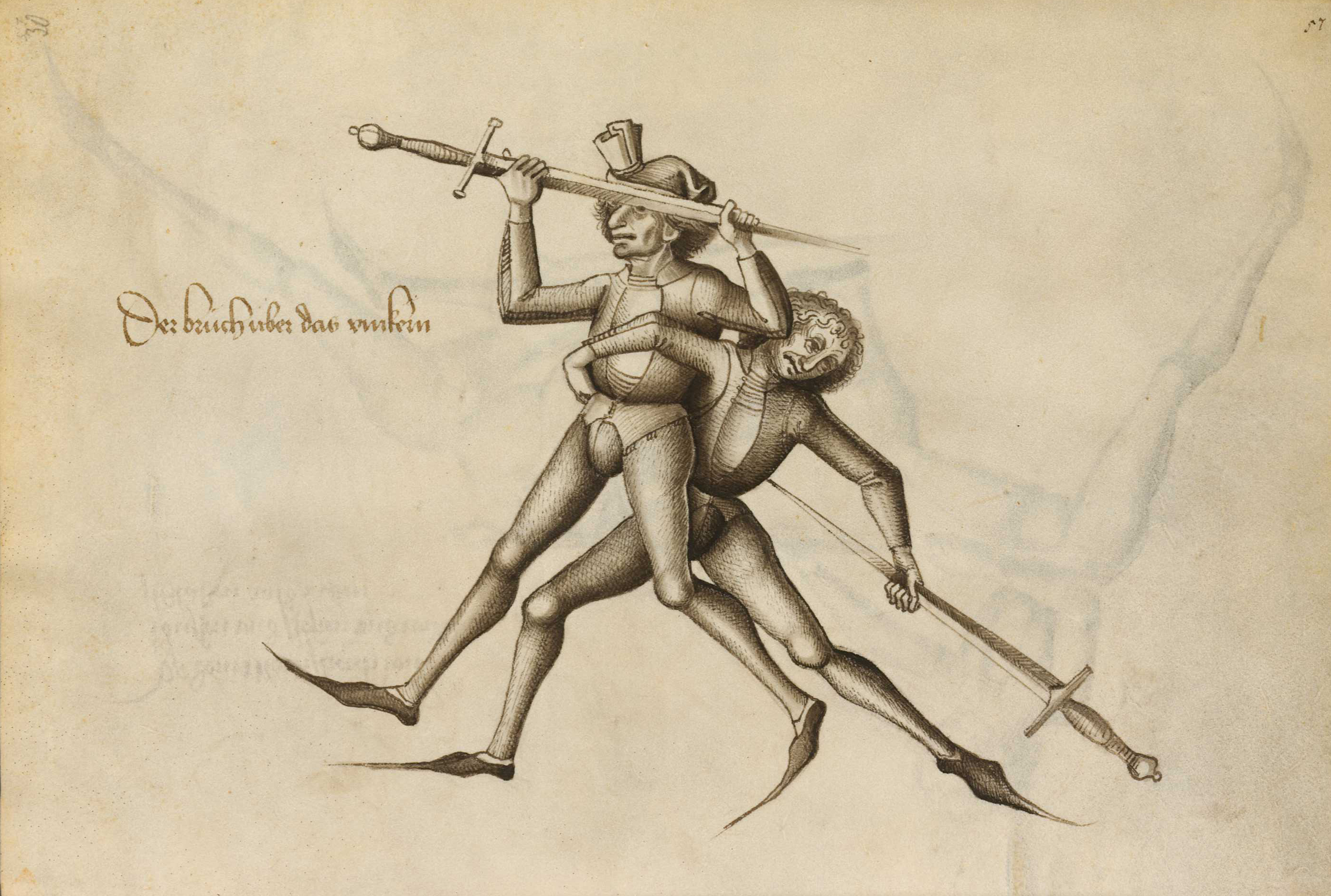
Борцовский приём в схватке на мечах.
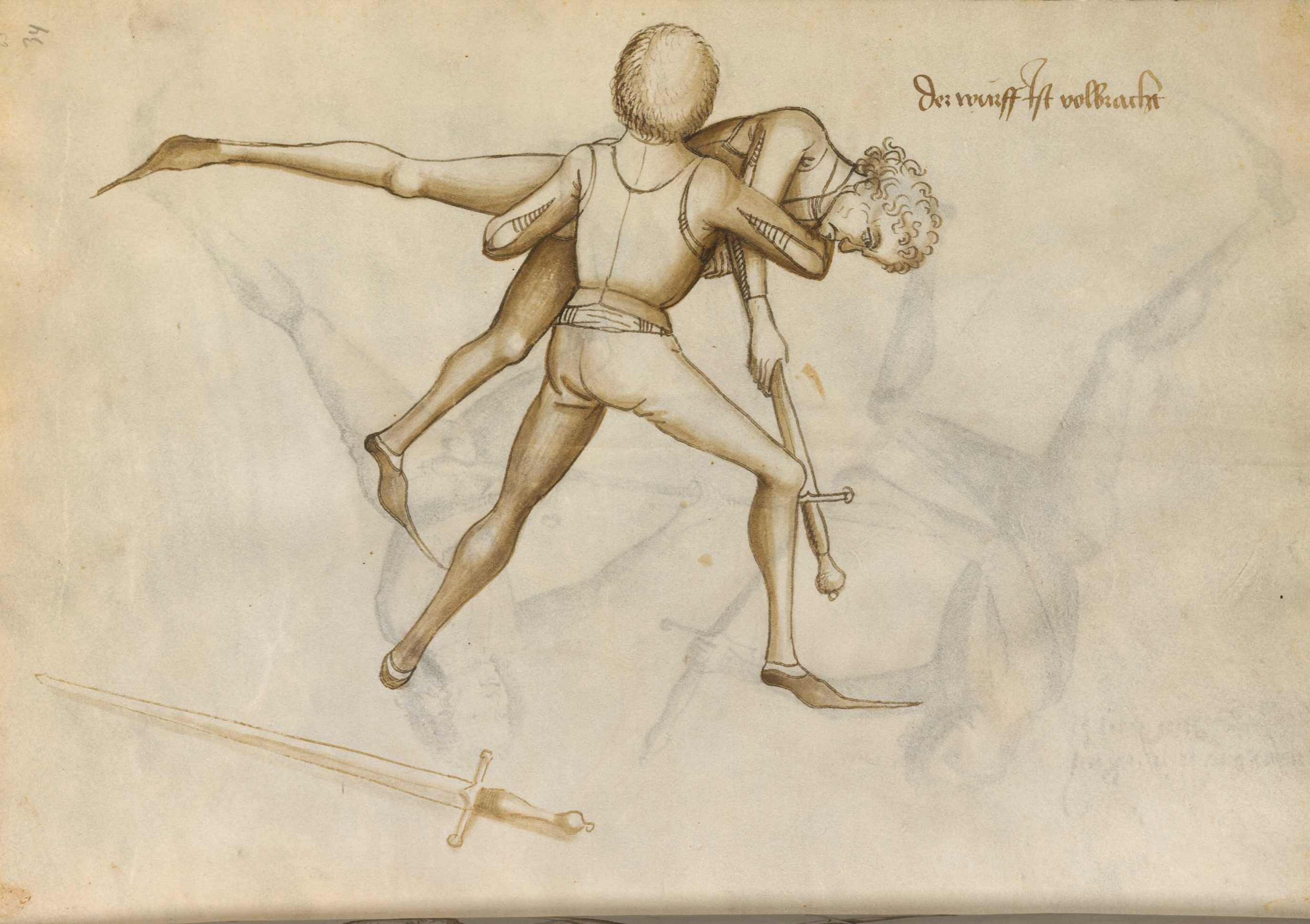
Борцовский приём в схватке на мечах.
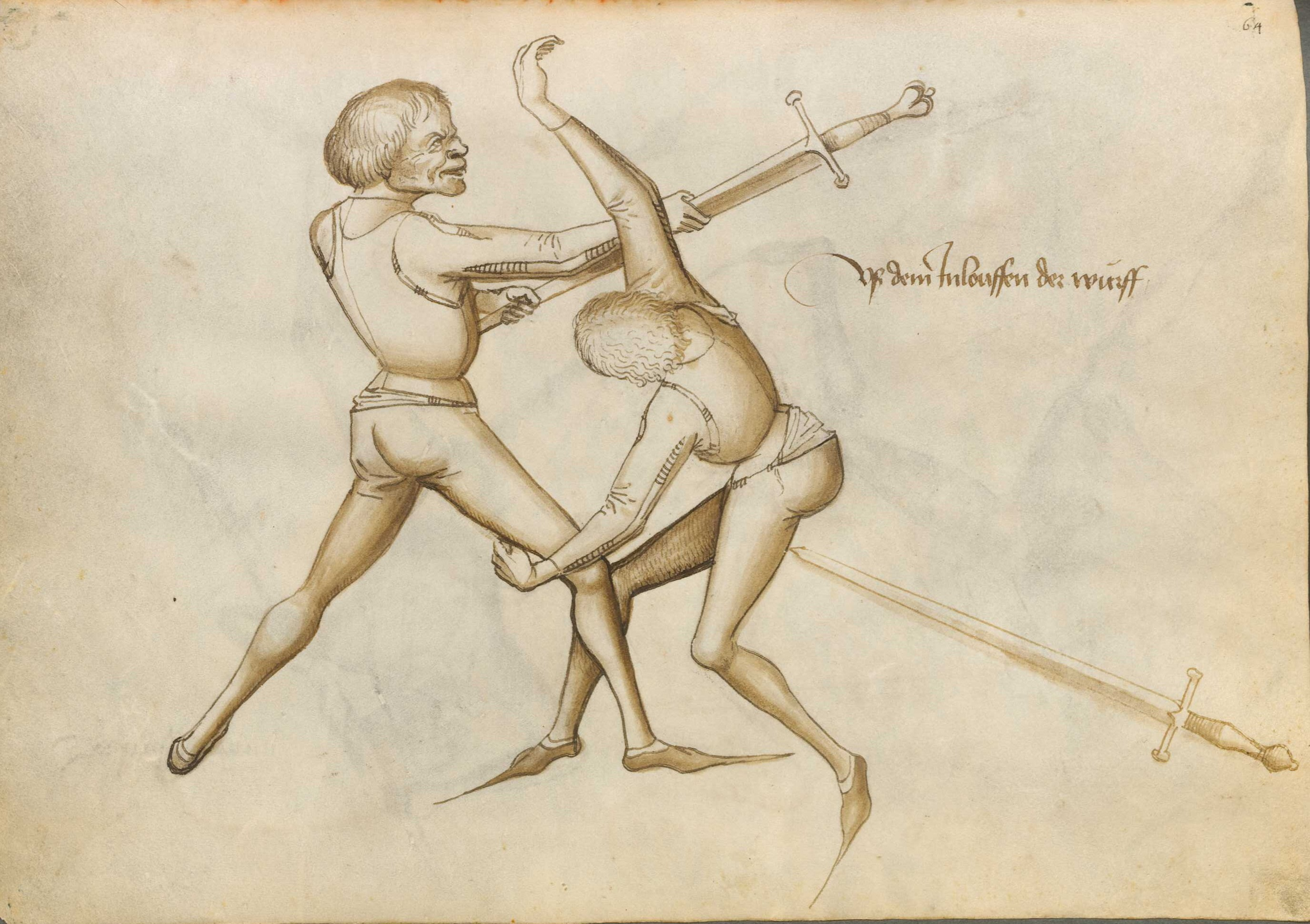
Борцовский приём в схватке на мечах.
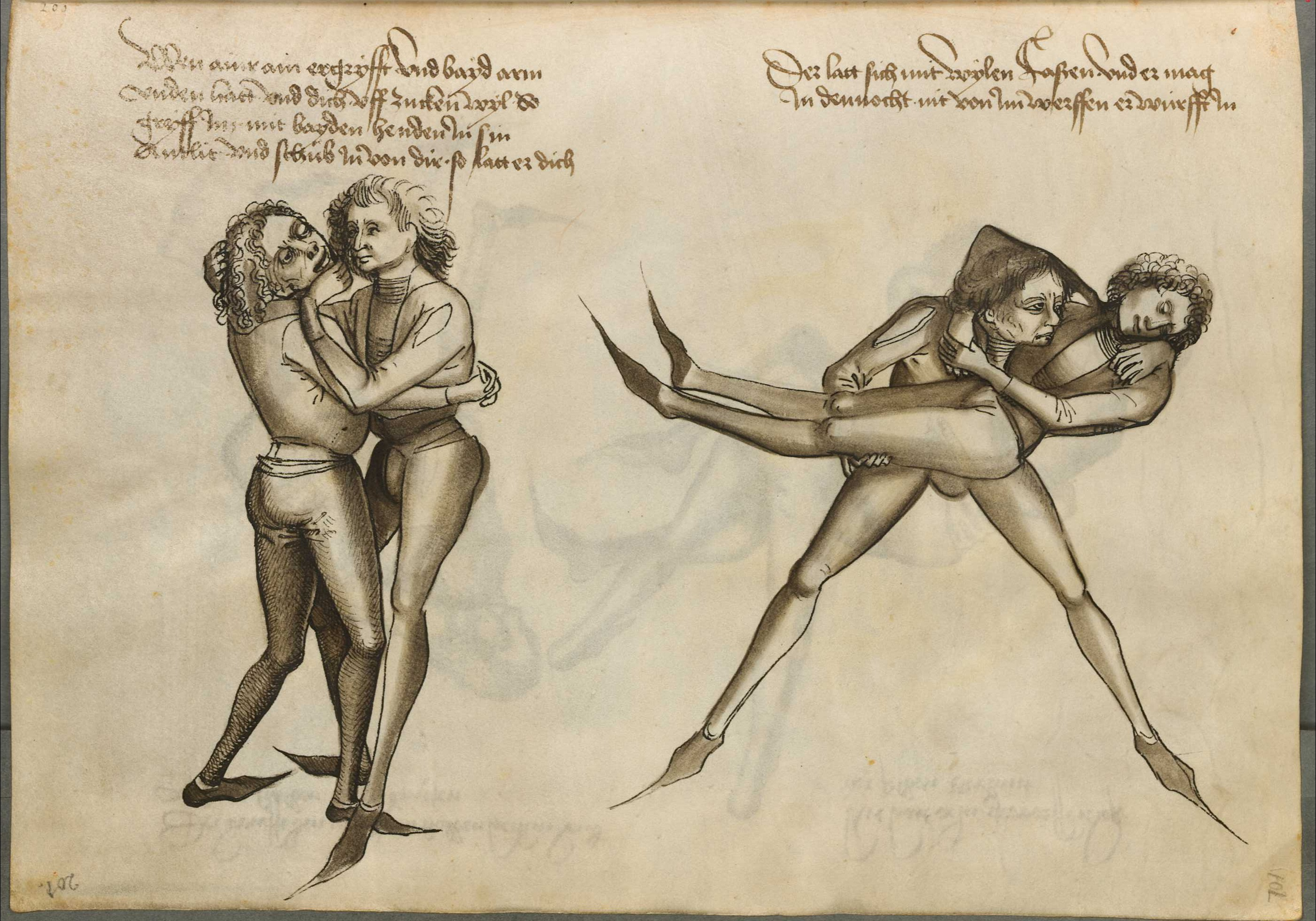
Борцовский приём в схватке без оружия.
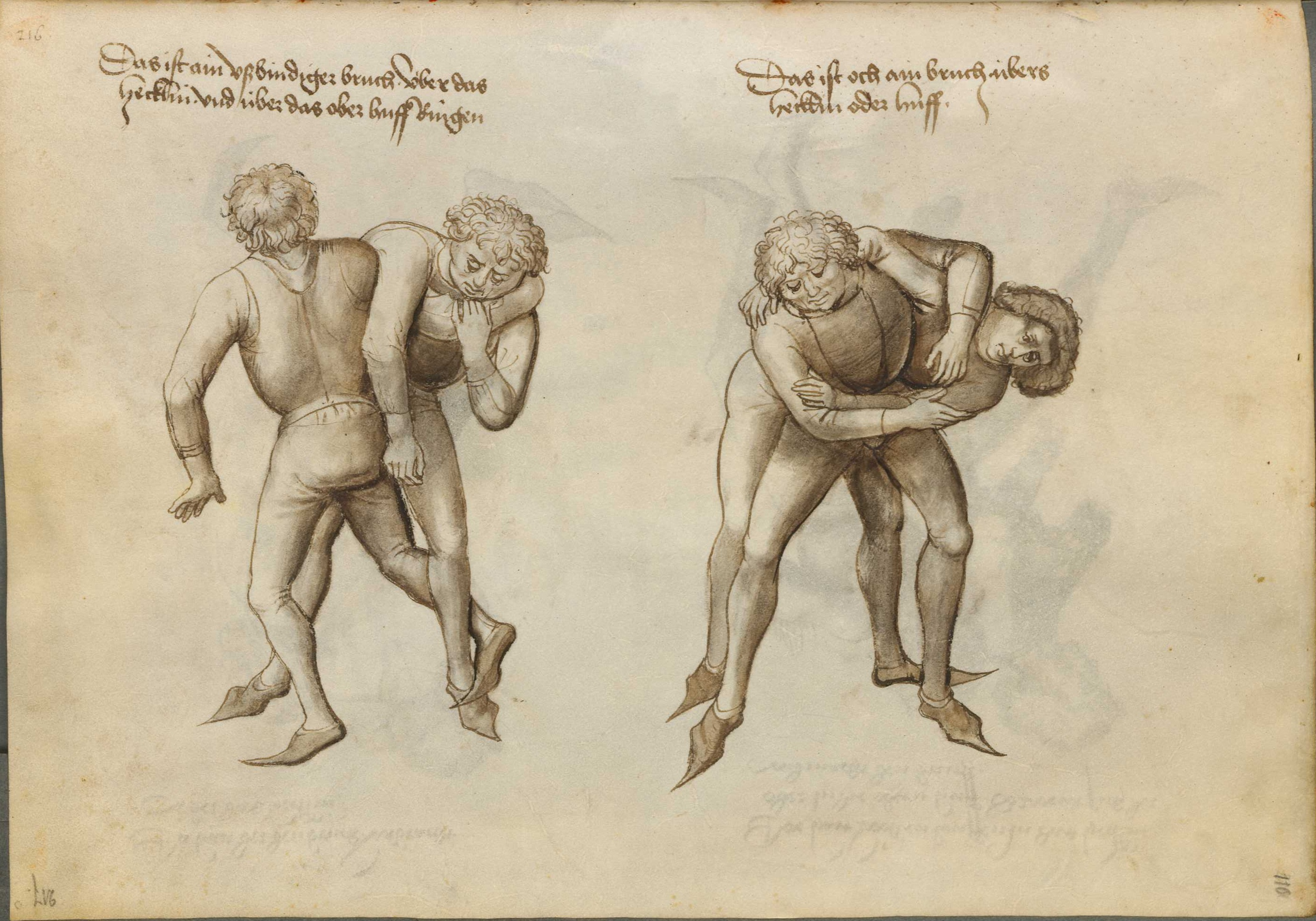
Борцовские приёмы в схватке без оружия.
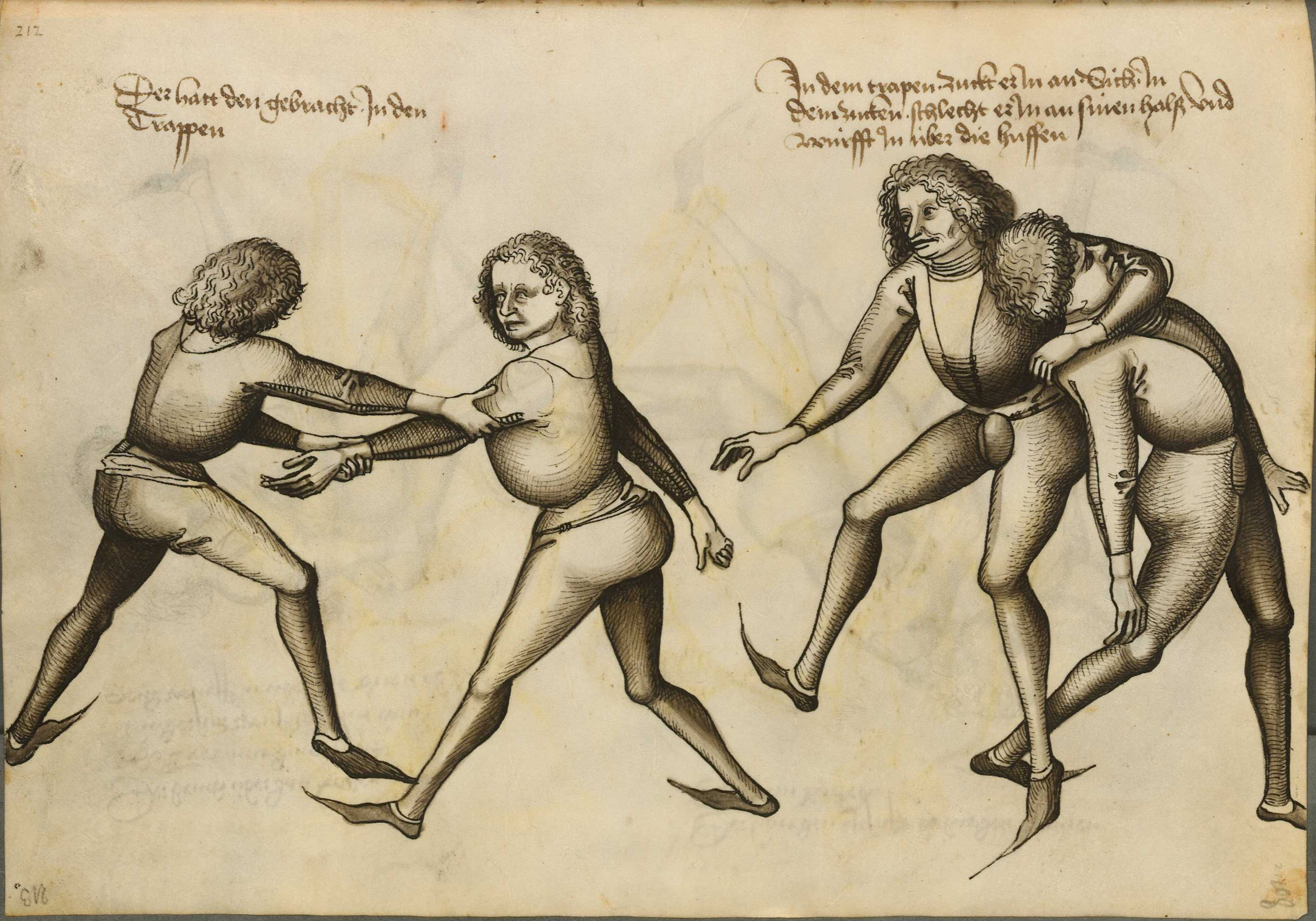
Приёмы самозащиты в схватке без оружия.
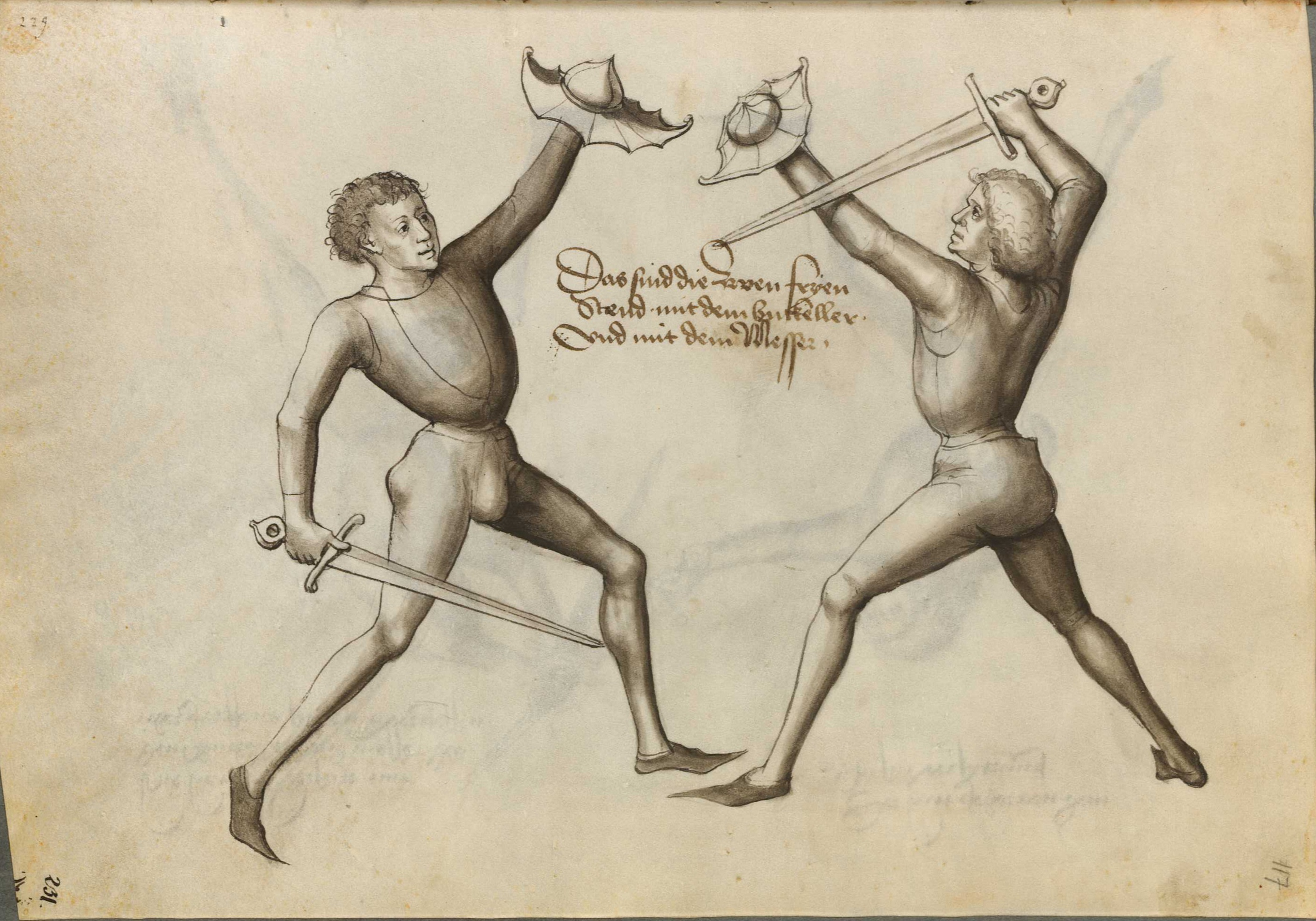
Схватка на мечах и щитах-баклерах.
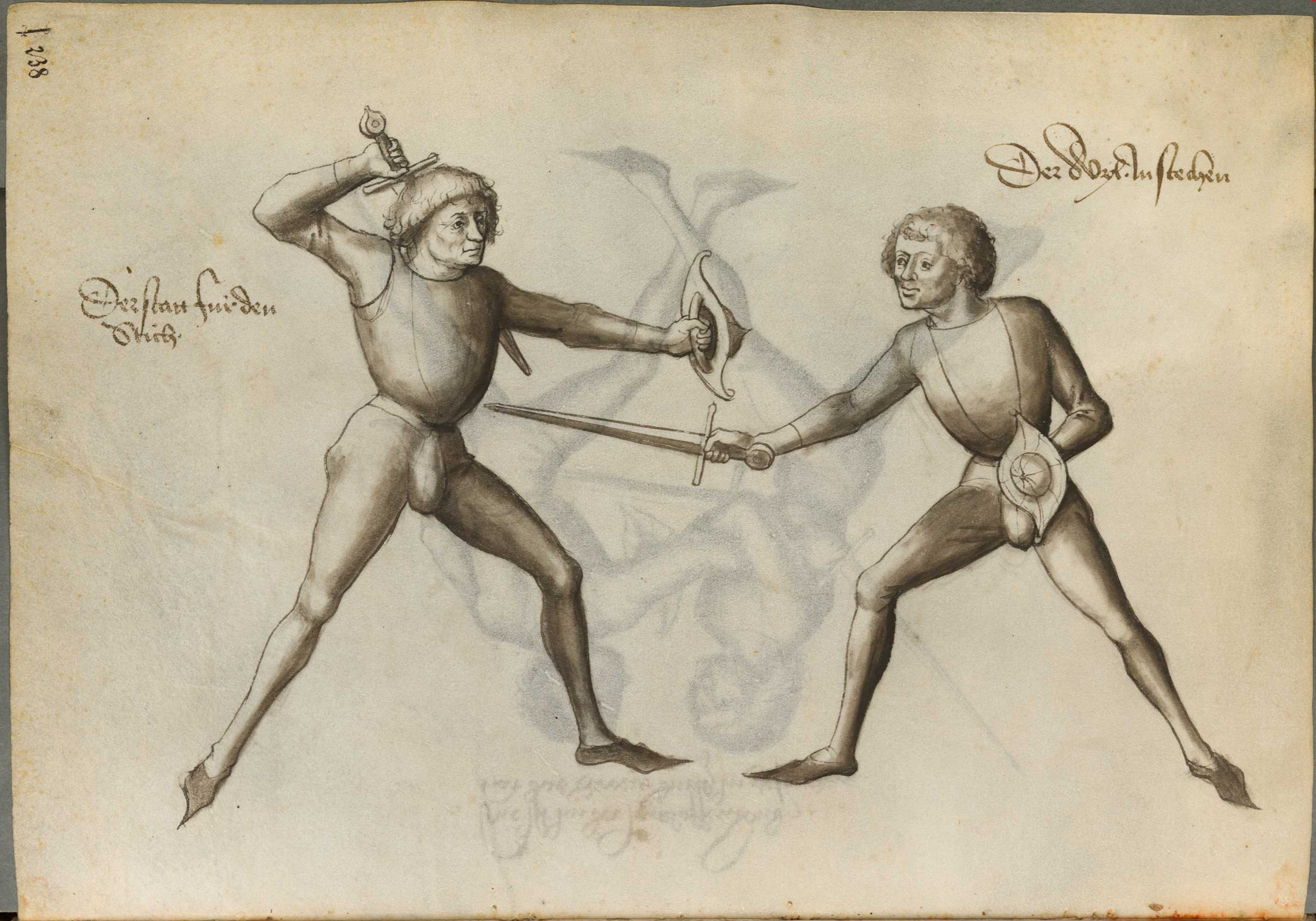
Схватка на мечах и щитах-баклерах.
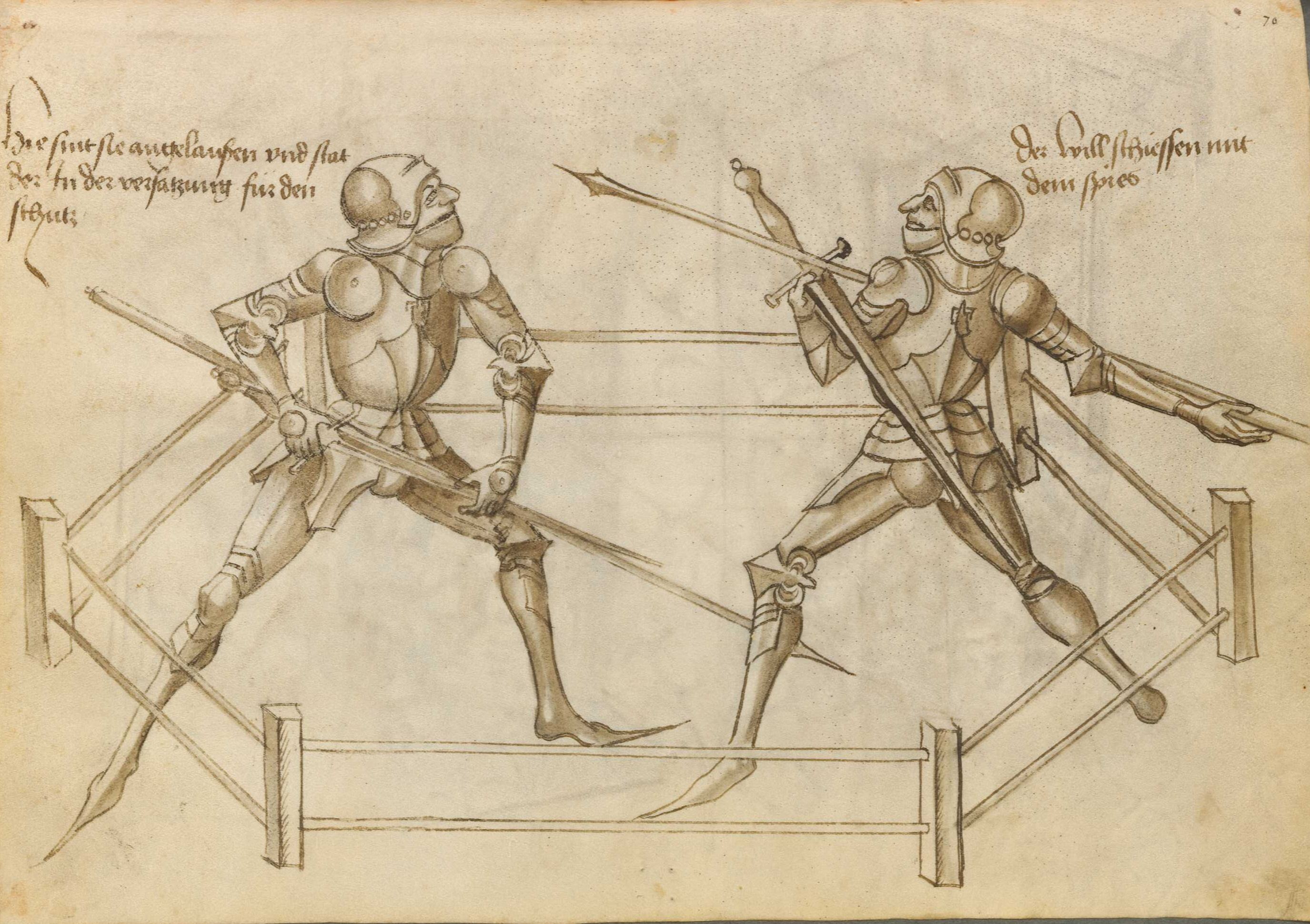
Бой с мечами и дротиками.
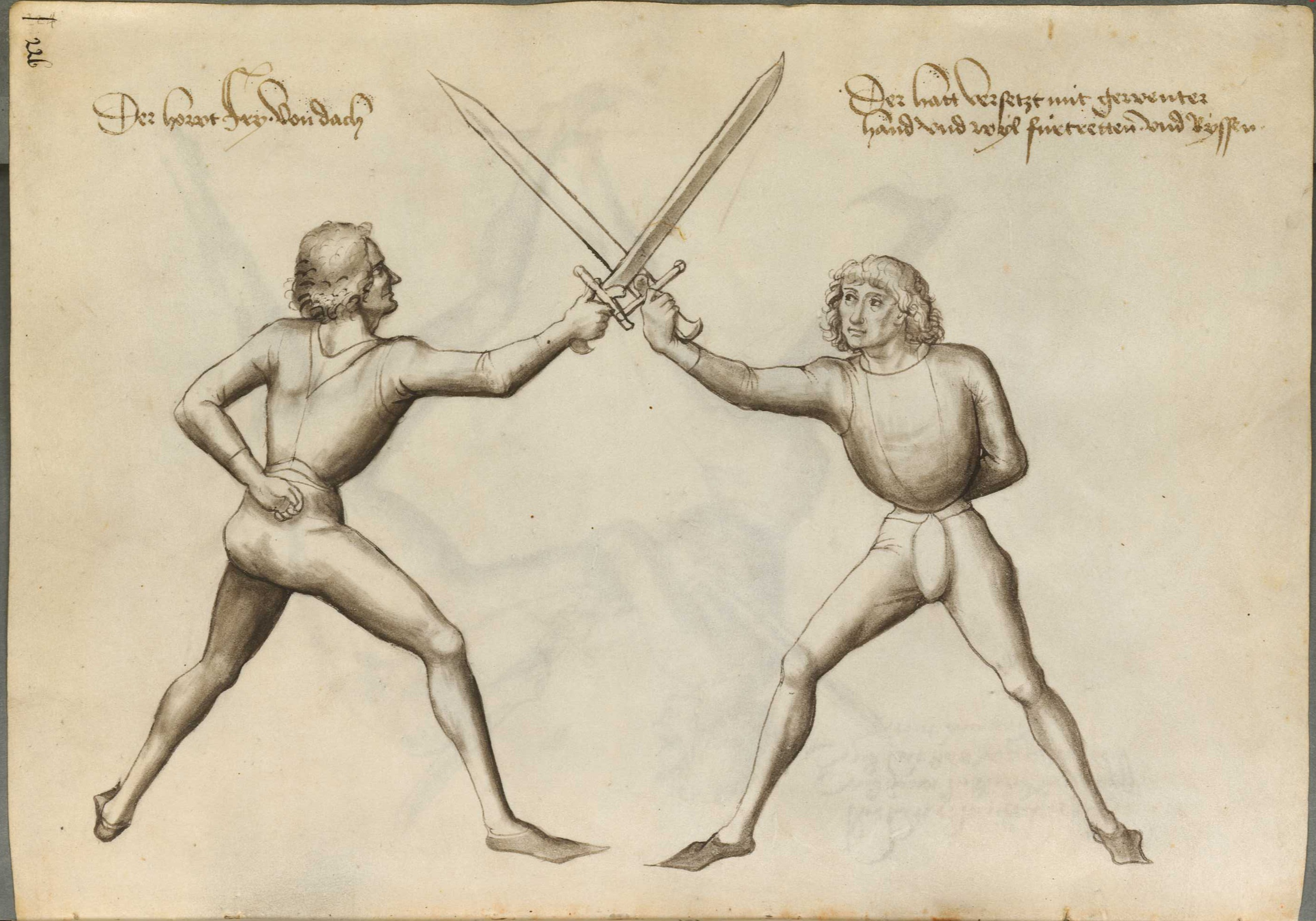
Схватка на фальшионах.
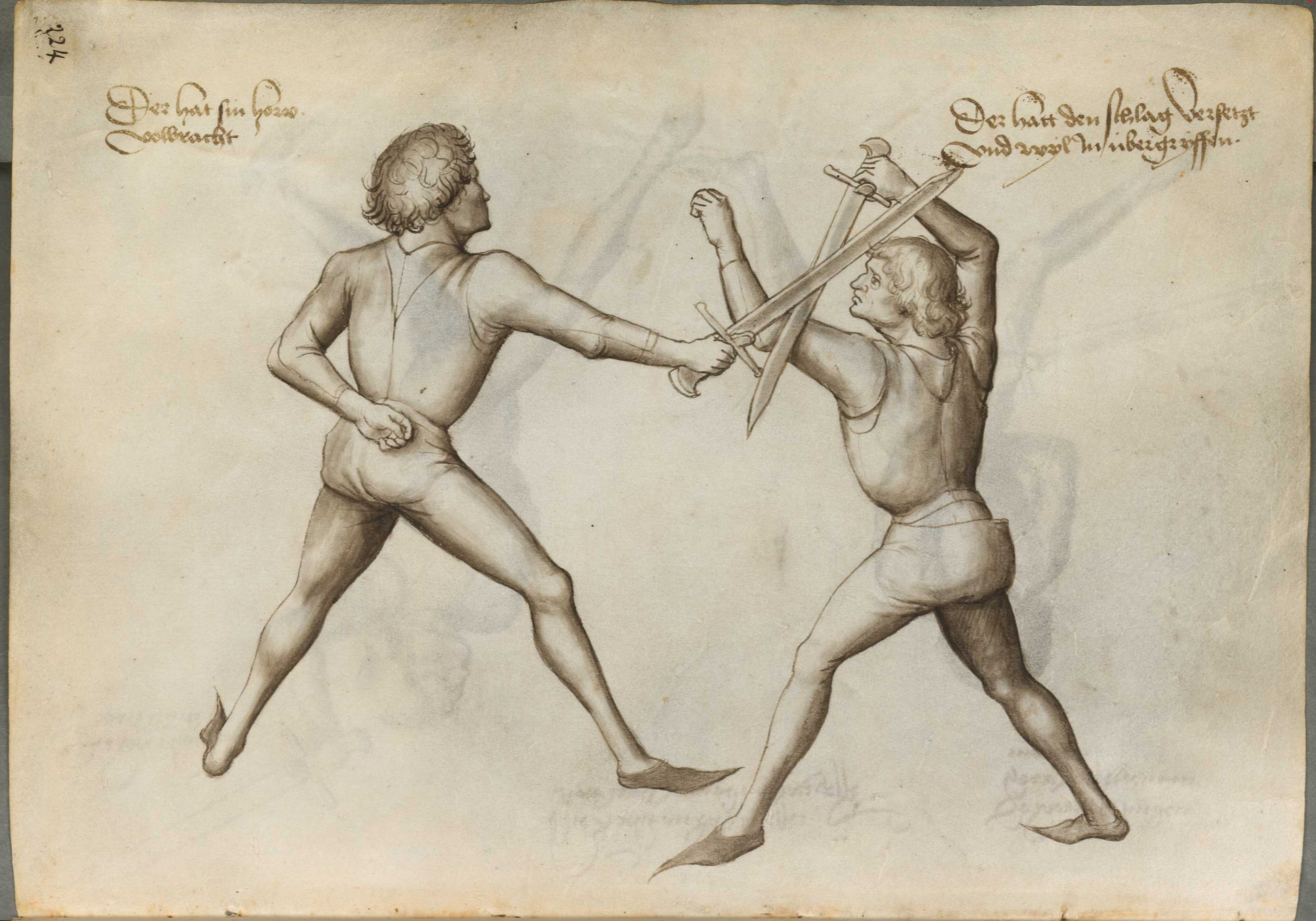
Парирование удара противника в схватке на фальшионах.
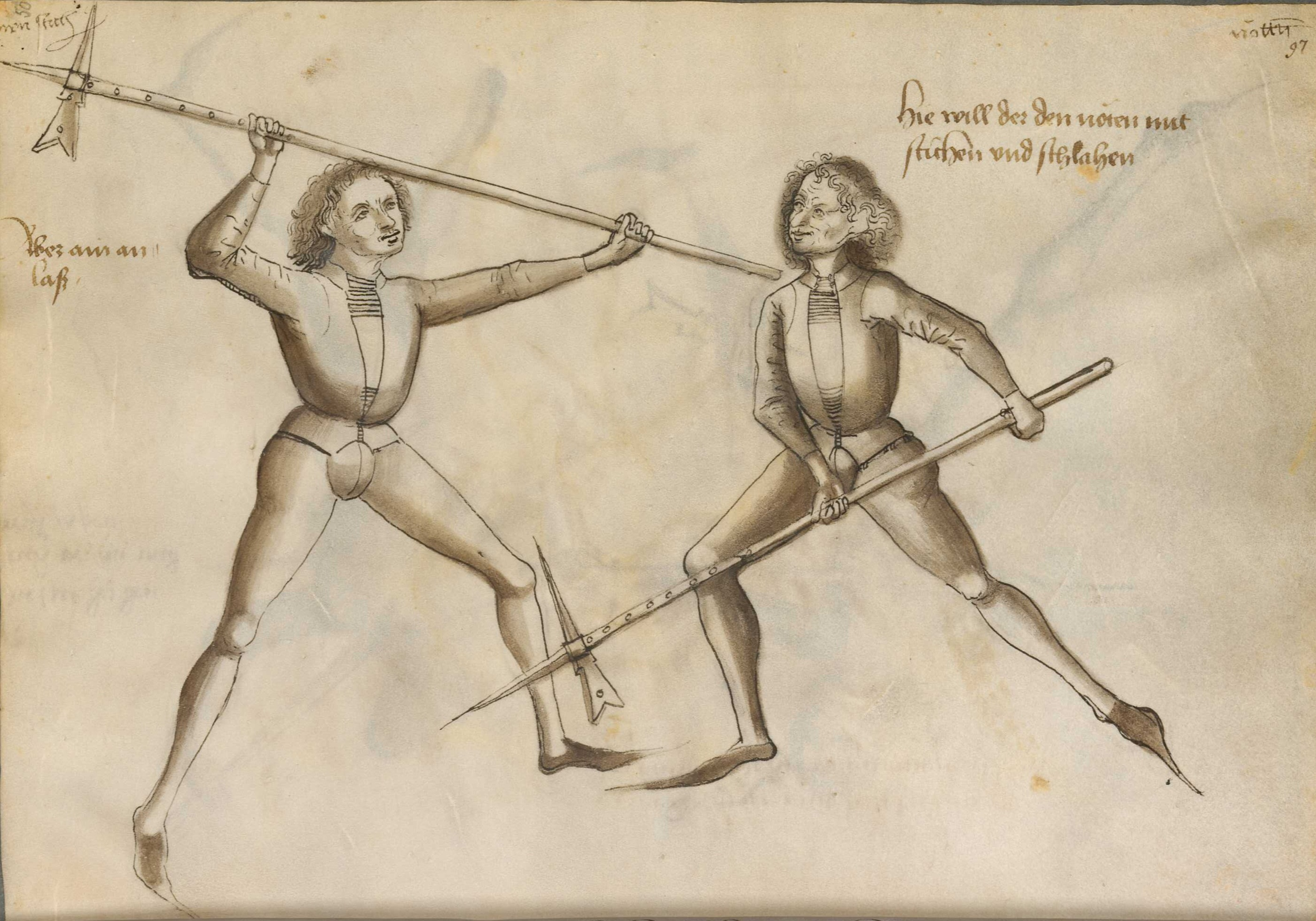
Схватка на полэксах.
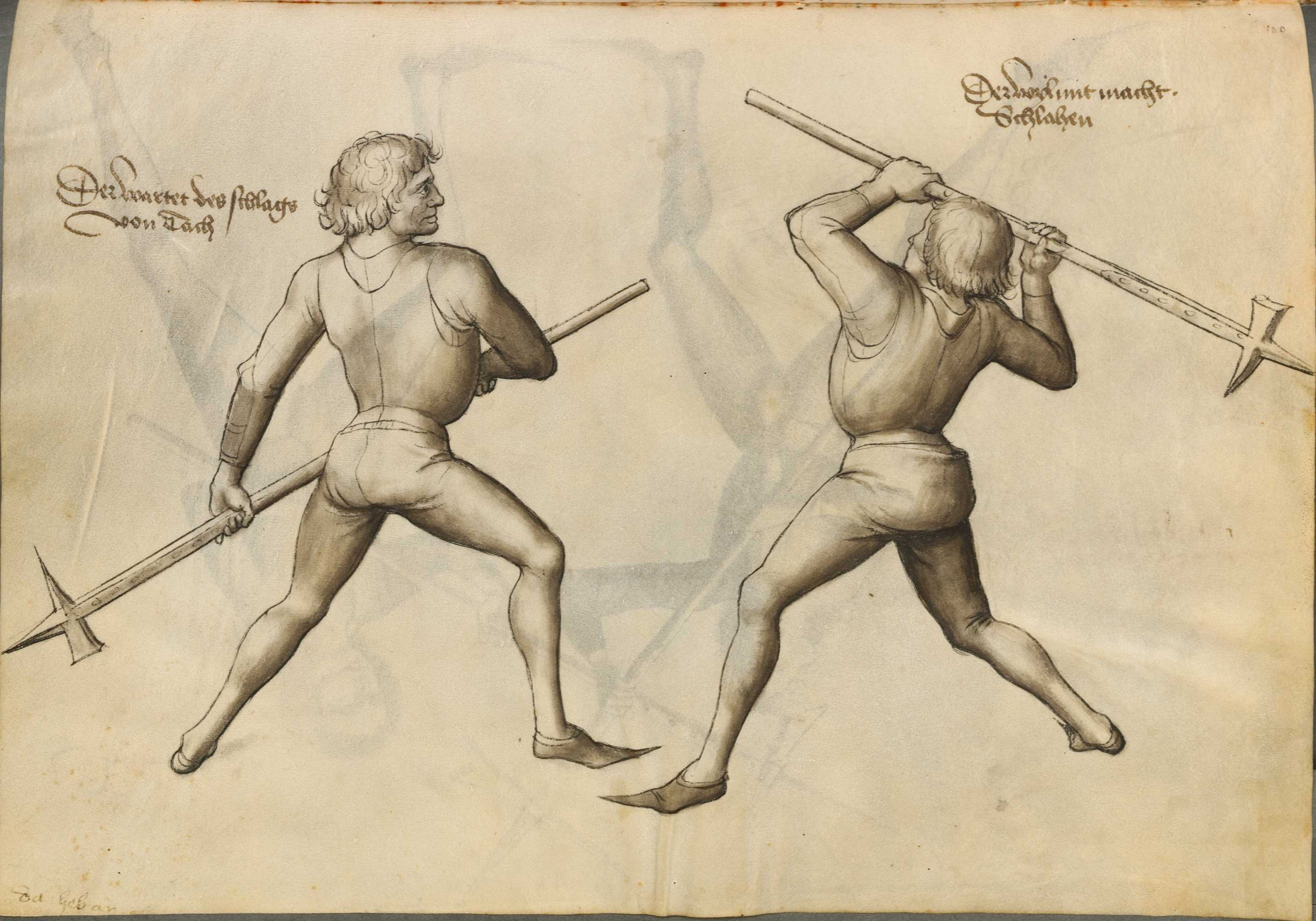
Схватка на полэксах.
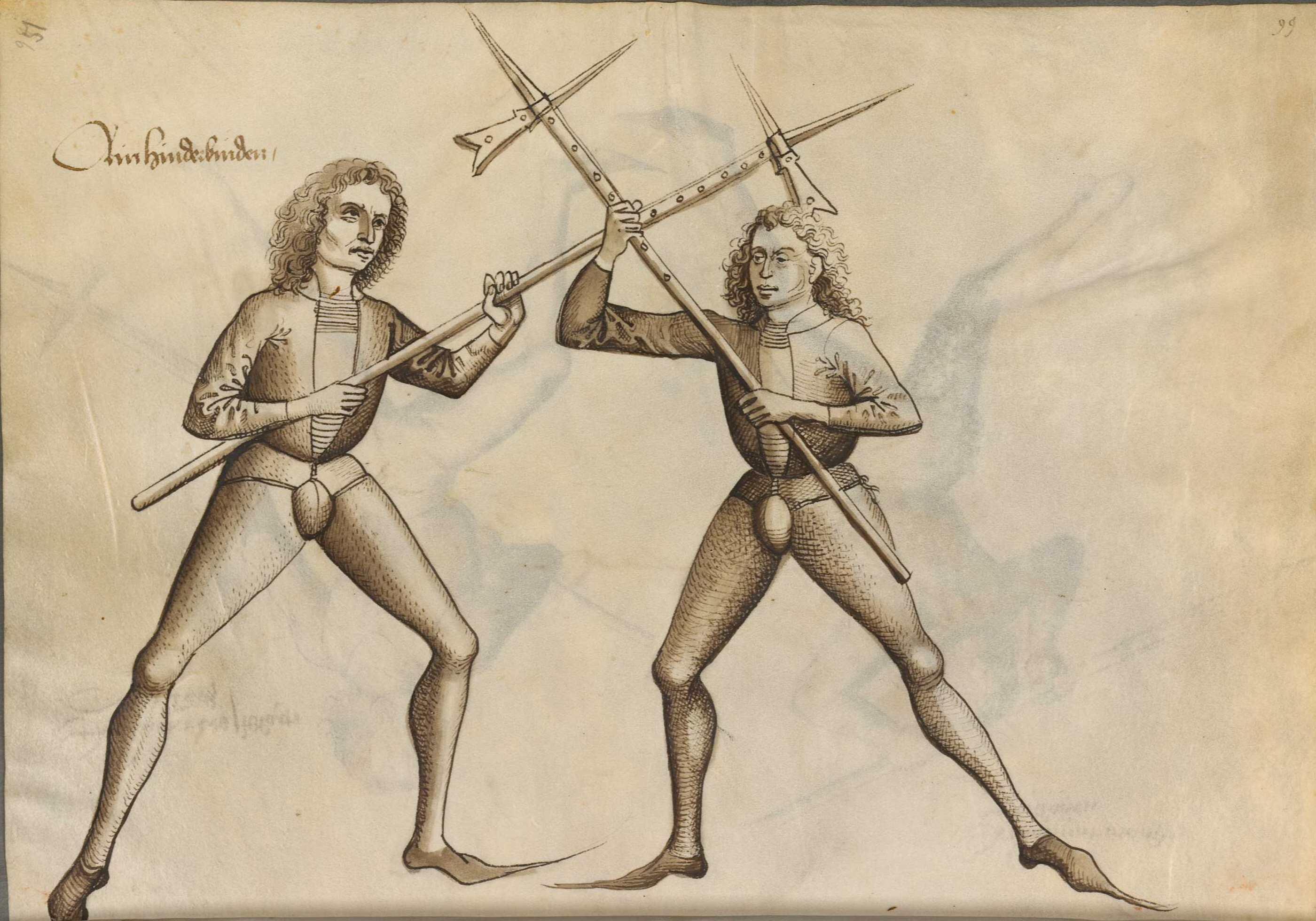
Поражение противника в затылок в схватке на полэксах.
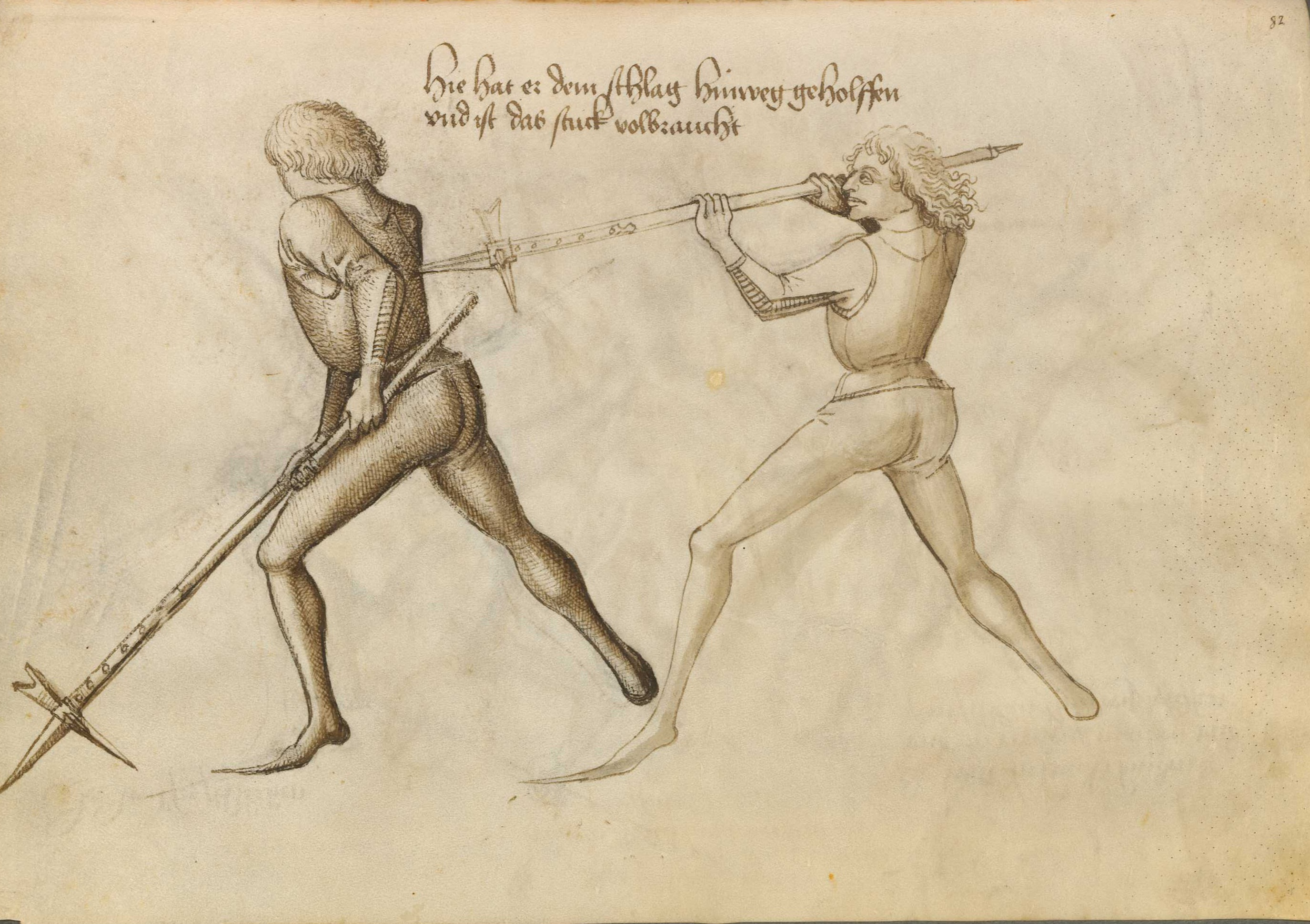
Колющий удар в спину в схватке на полэксах.
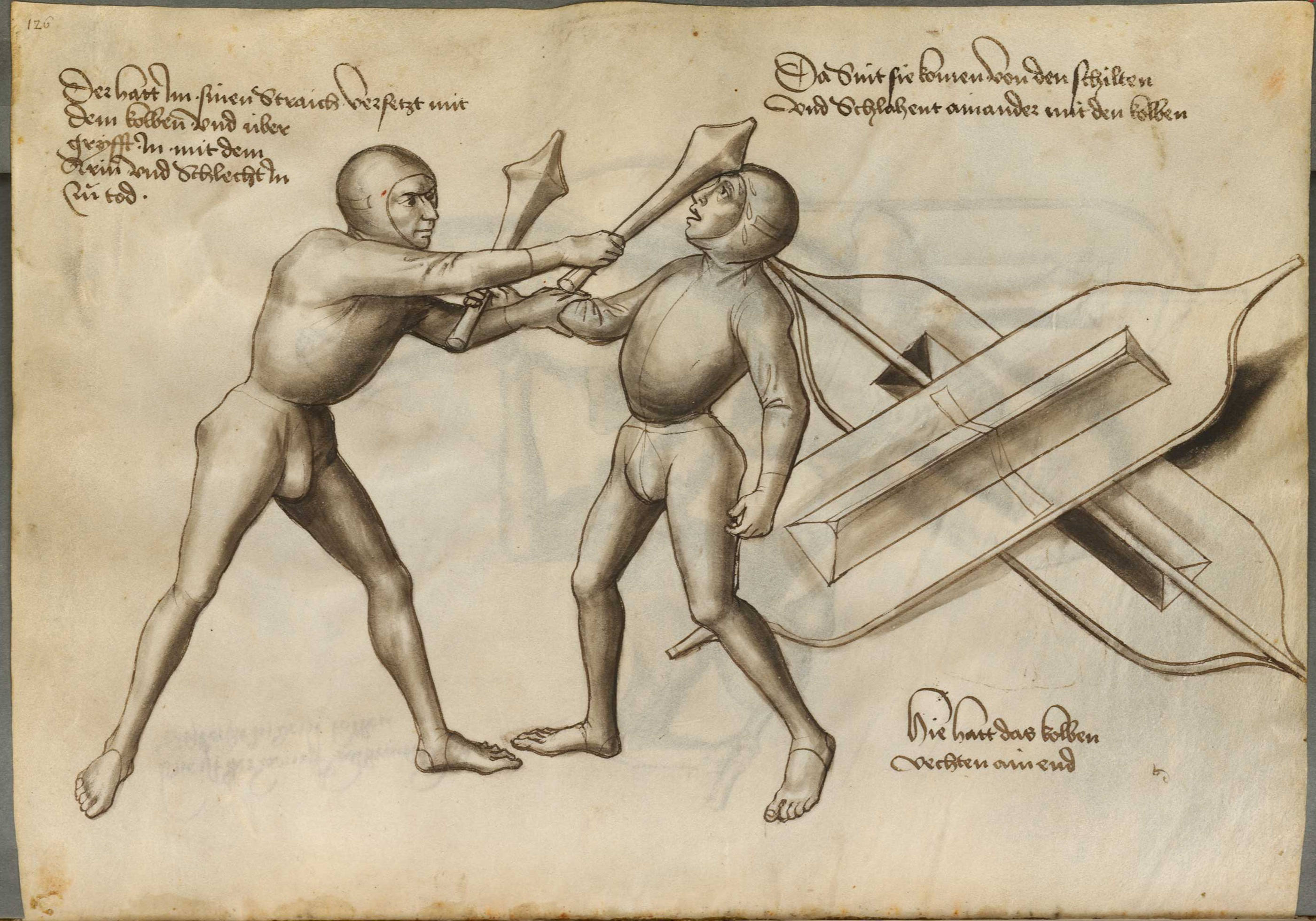
Схватка на турнирных булавах-кюбелях.
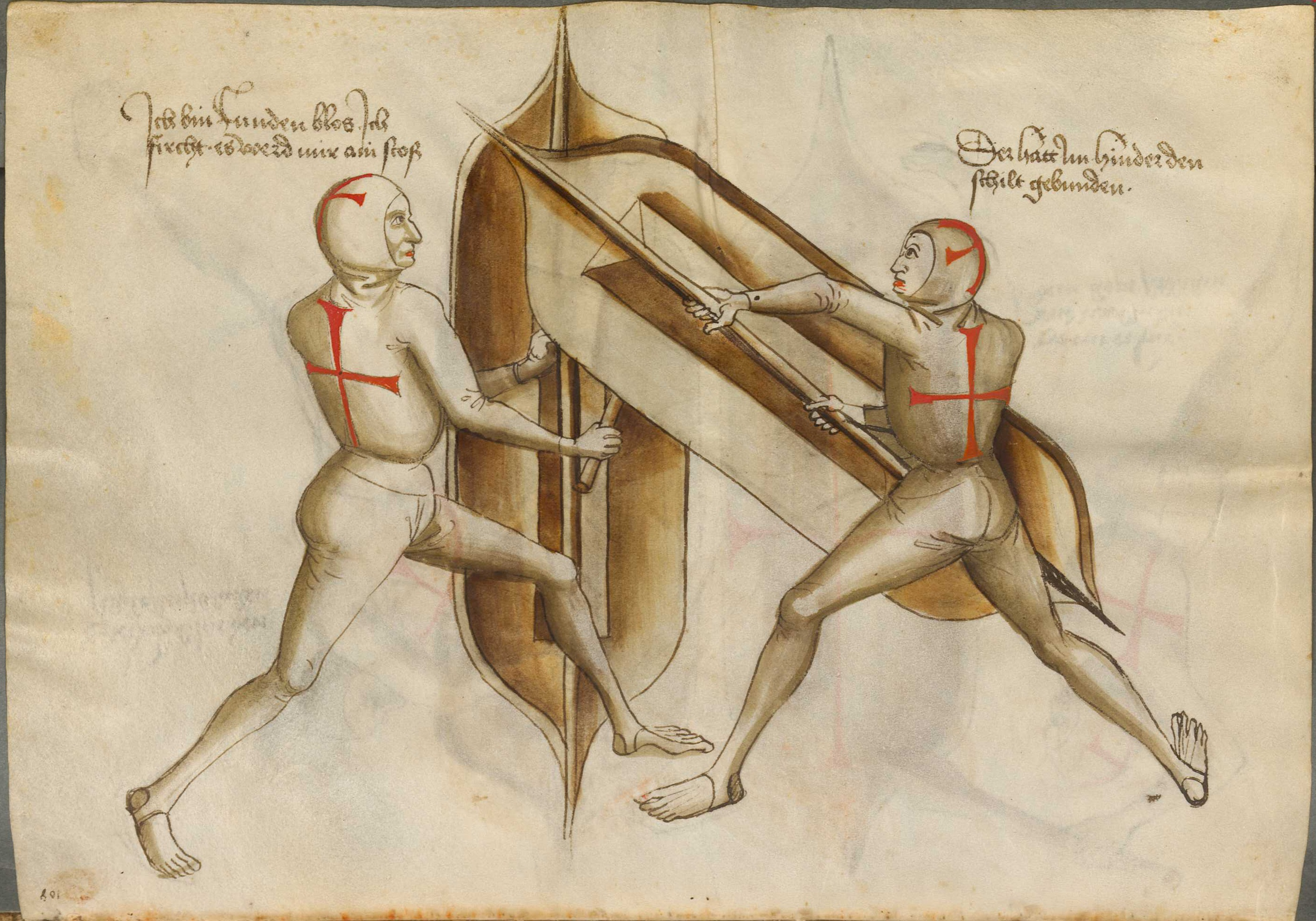
Схватка на фехтовальных щитах.
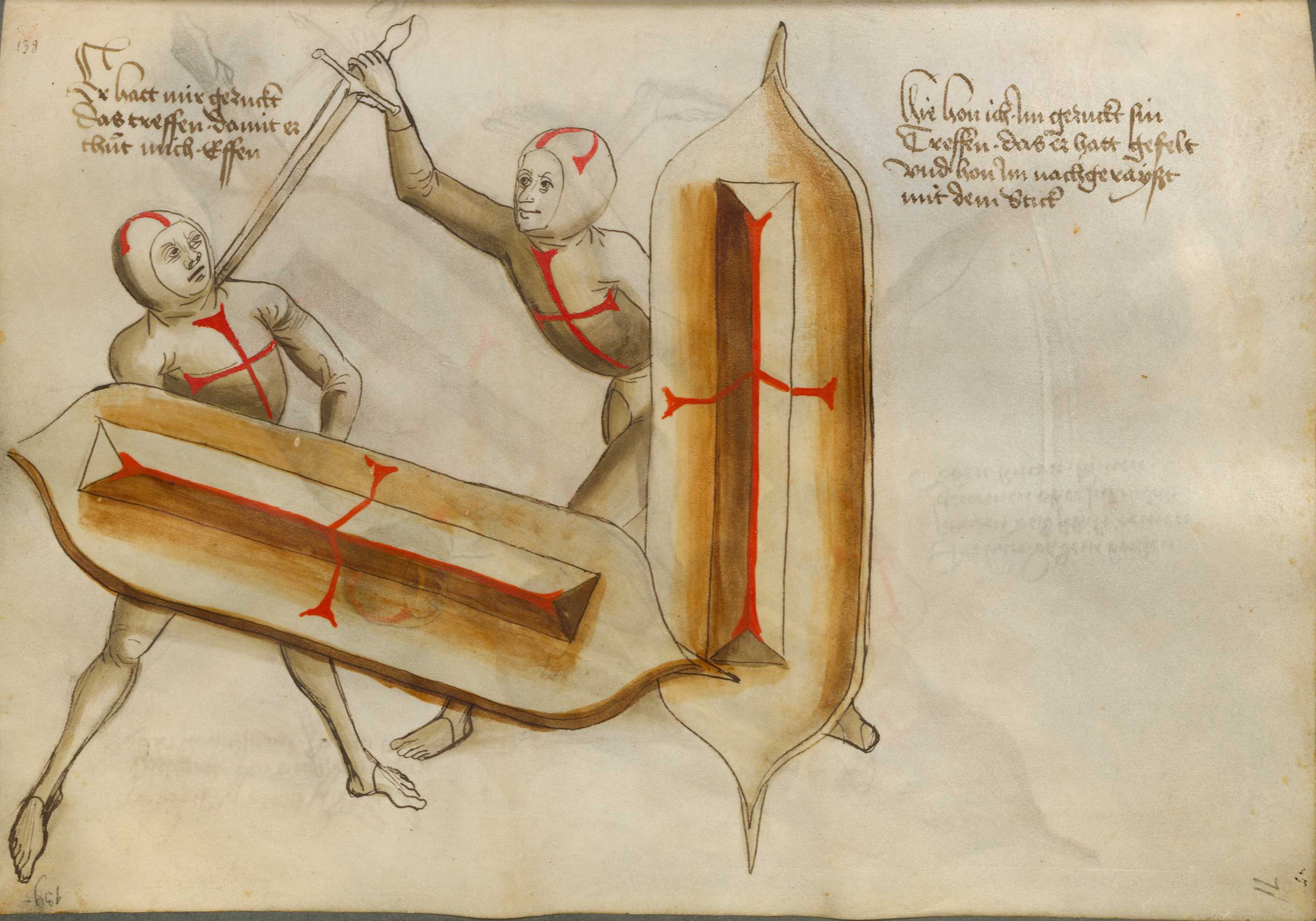
Схватка на мечах и фехтовальных щитах.
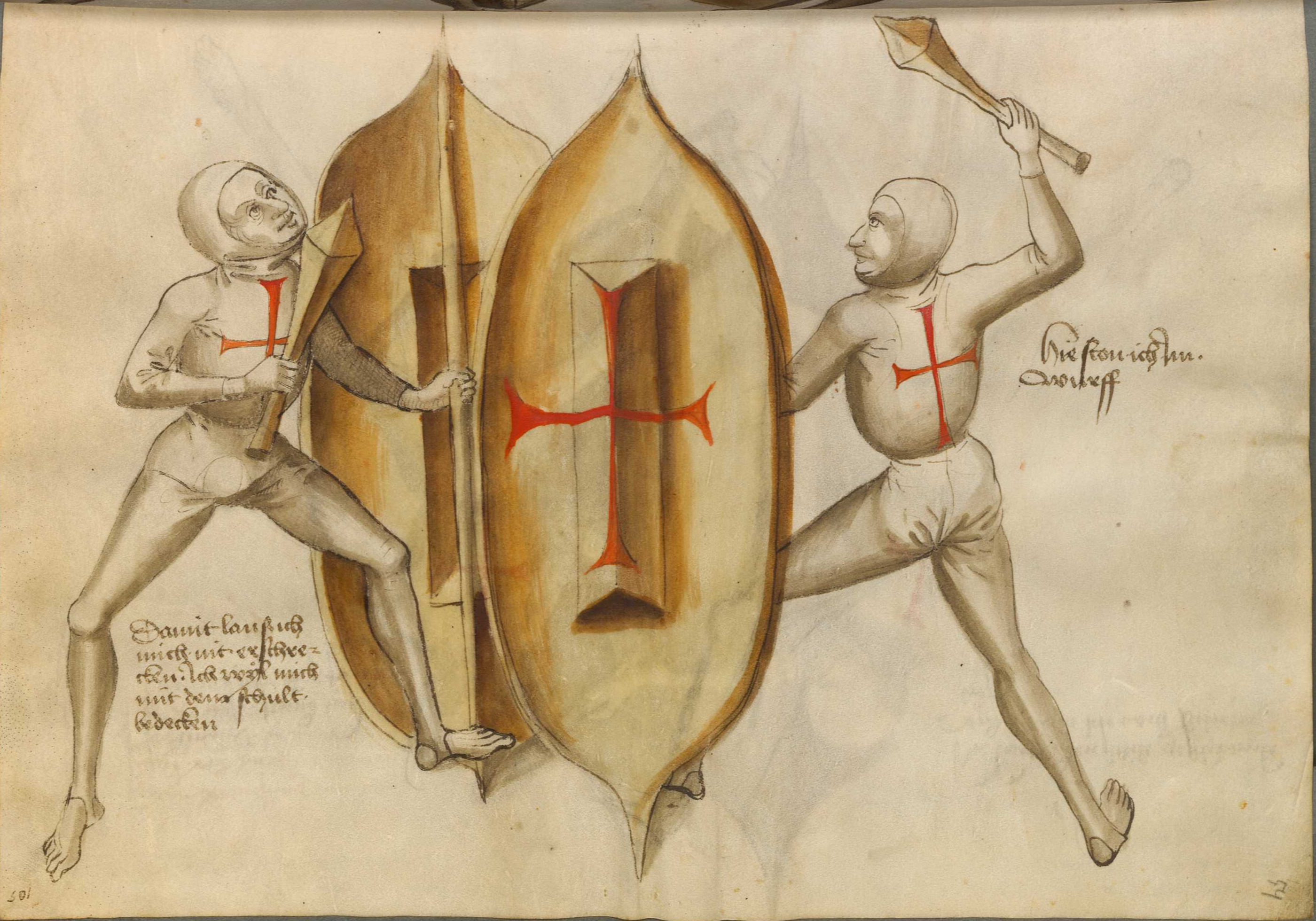
Схватка на фехтовальных щитах и булавах-кюбелях.
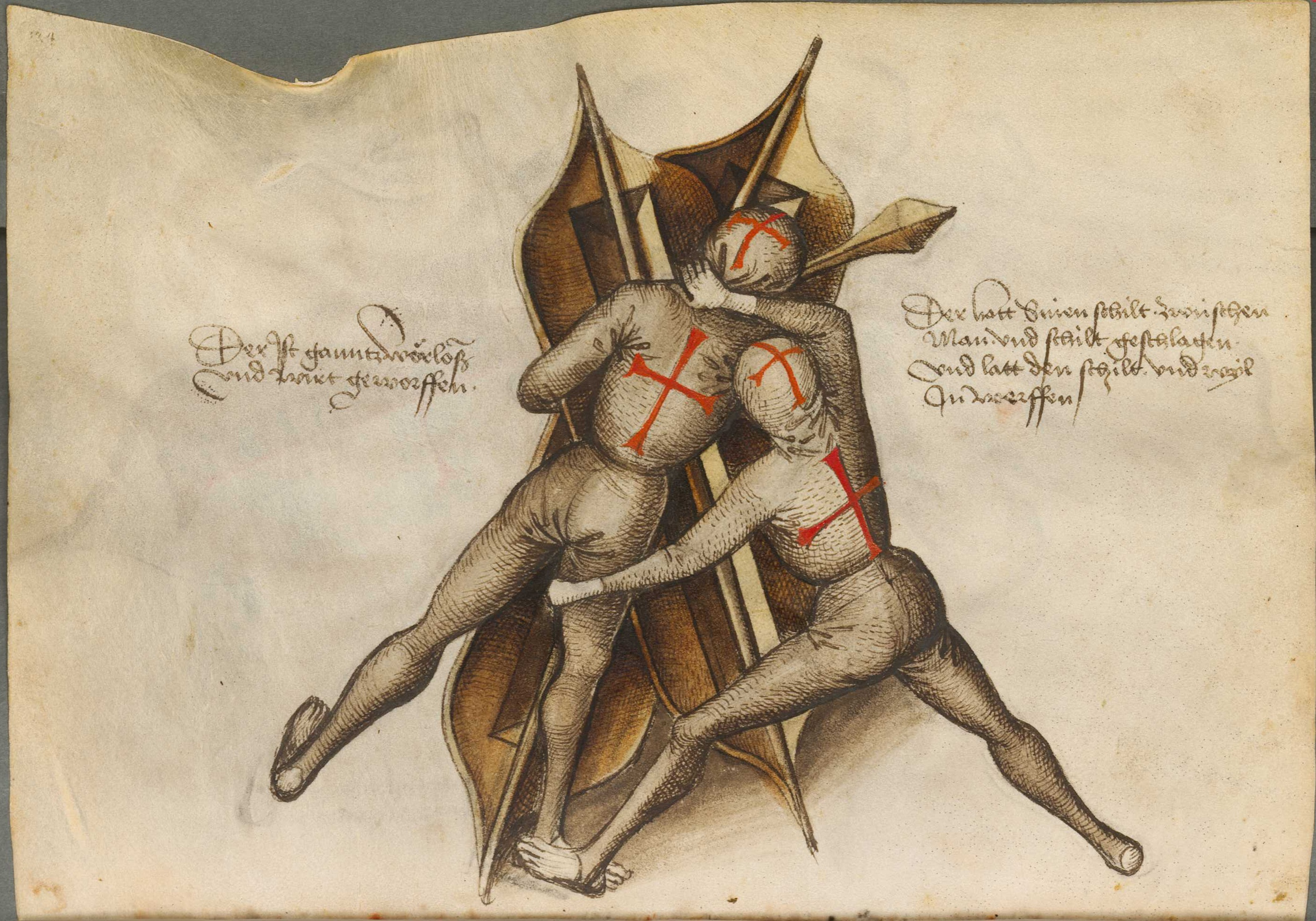
Борцовский приём в схватке на фехтовальных щитах.
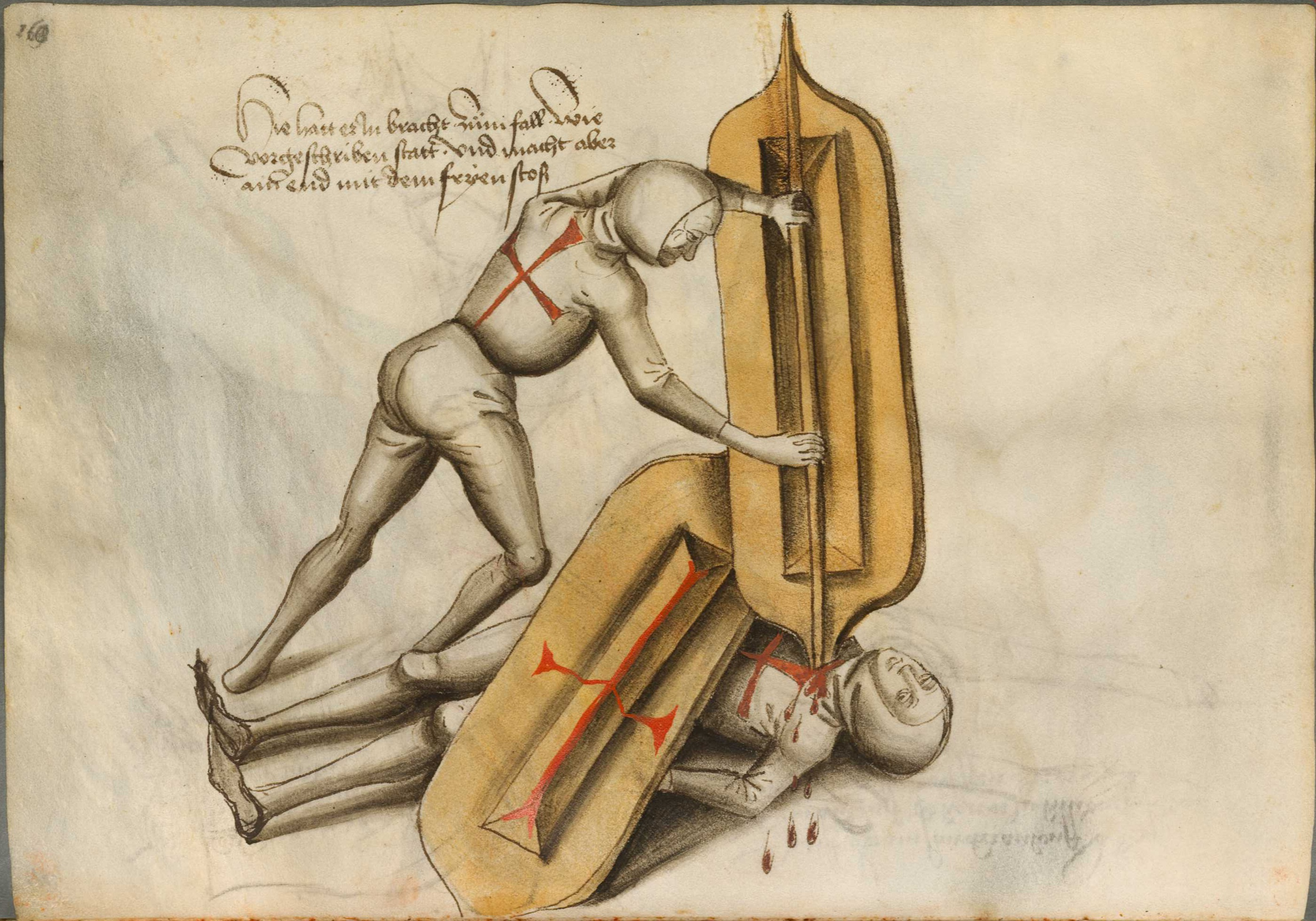
Смертельный удар в схватке на фехтовальных щитах.
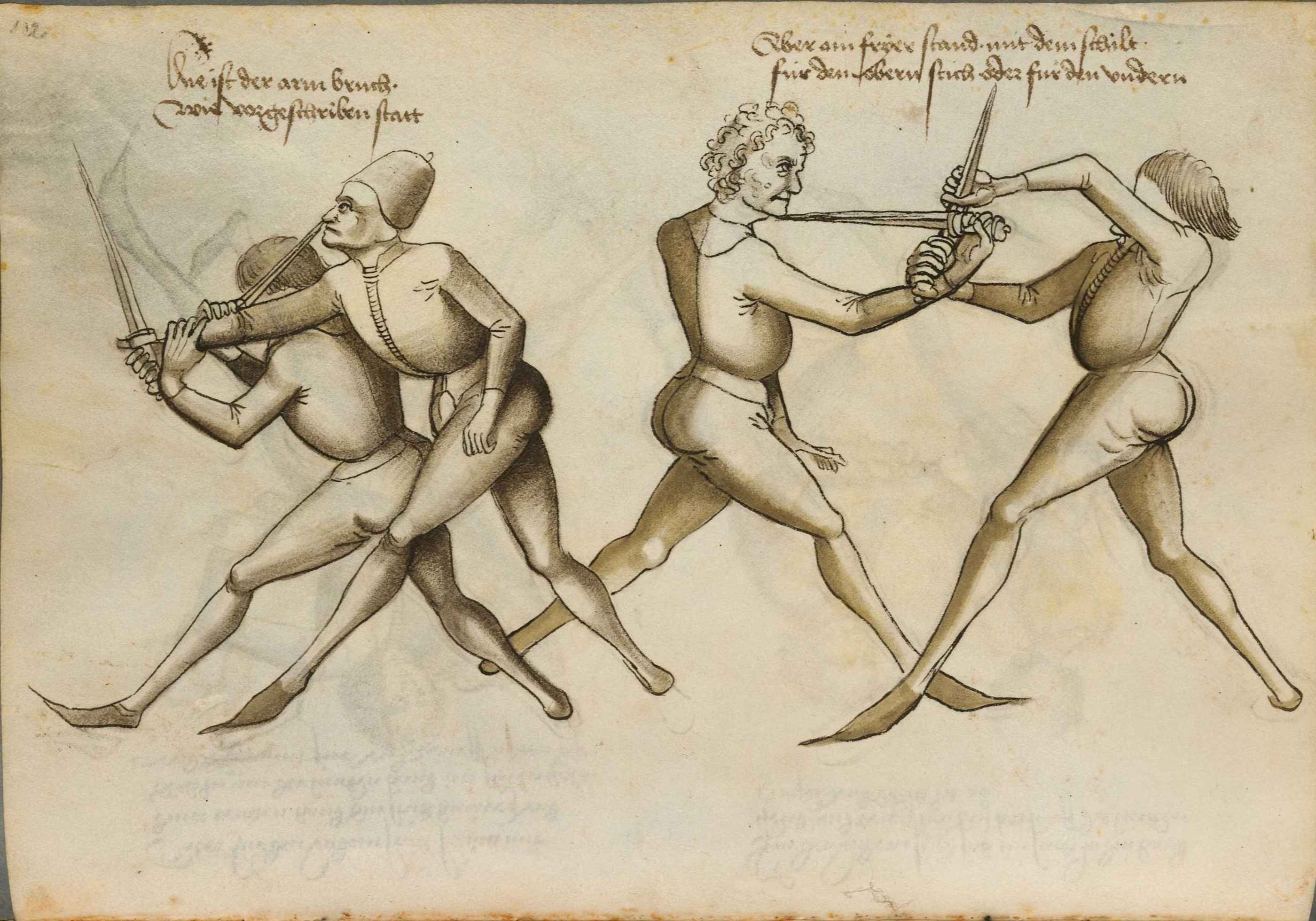
Парная схватка на кинжалах.
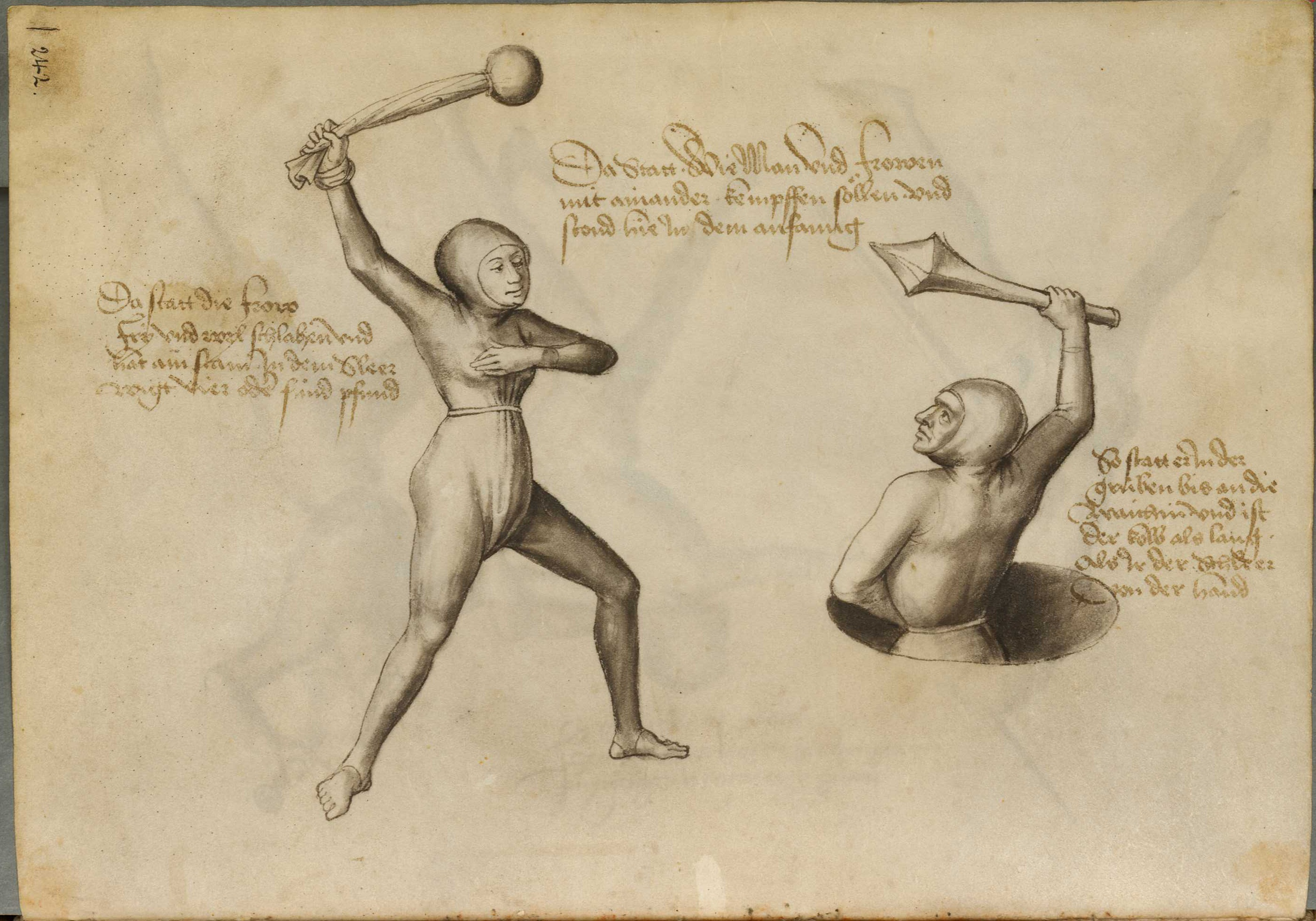
Судебный поединок мужчины и женщины. Начало.
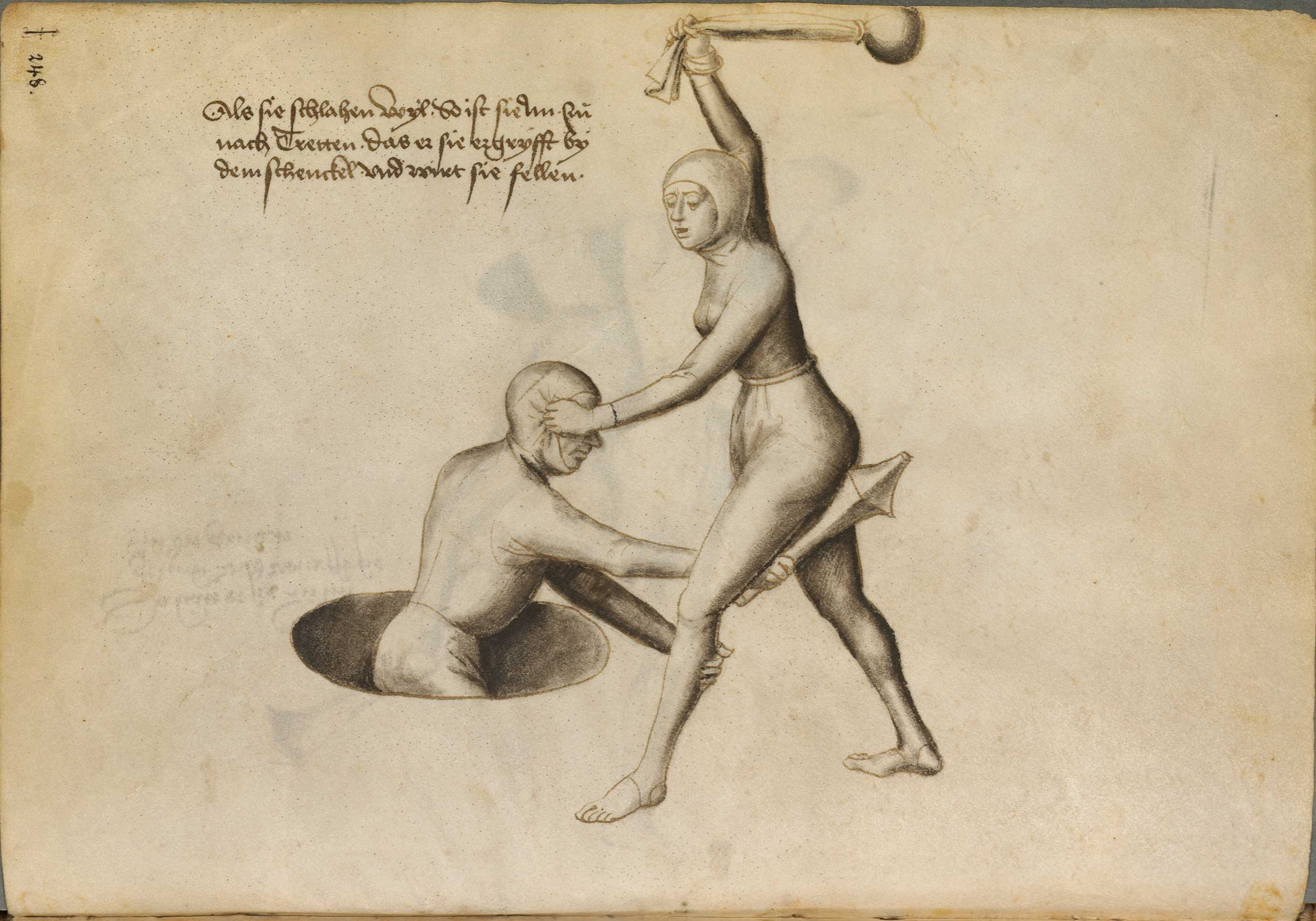
Судебный поединок мужчины и женщины. Кульминация.
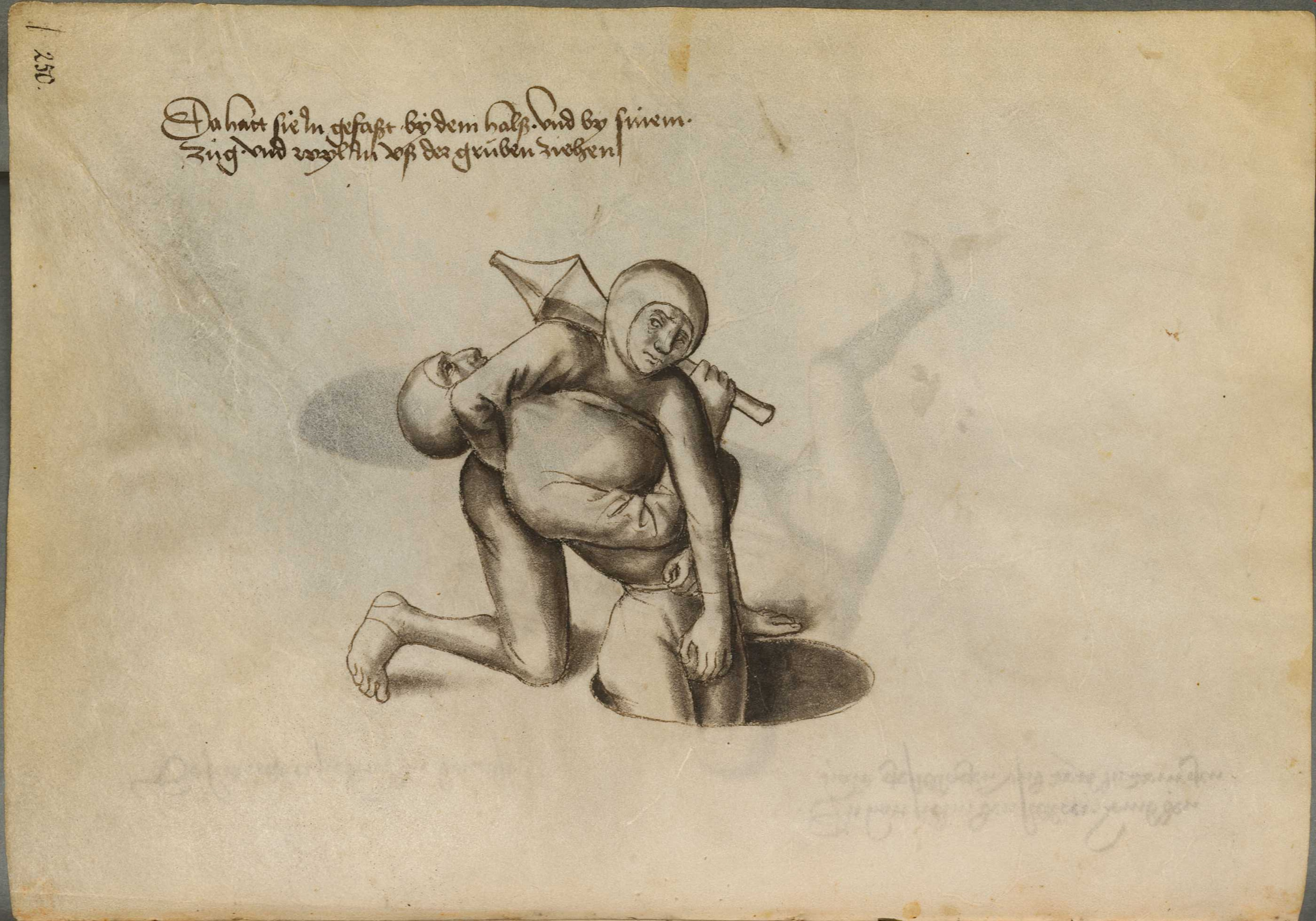
Судебный поединок мужчины и женщины. Окончание.
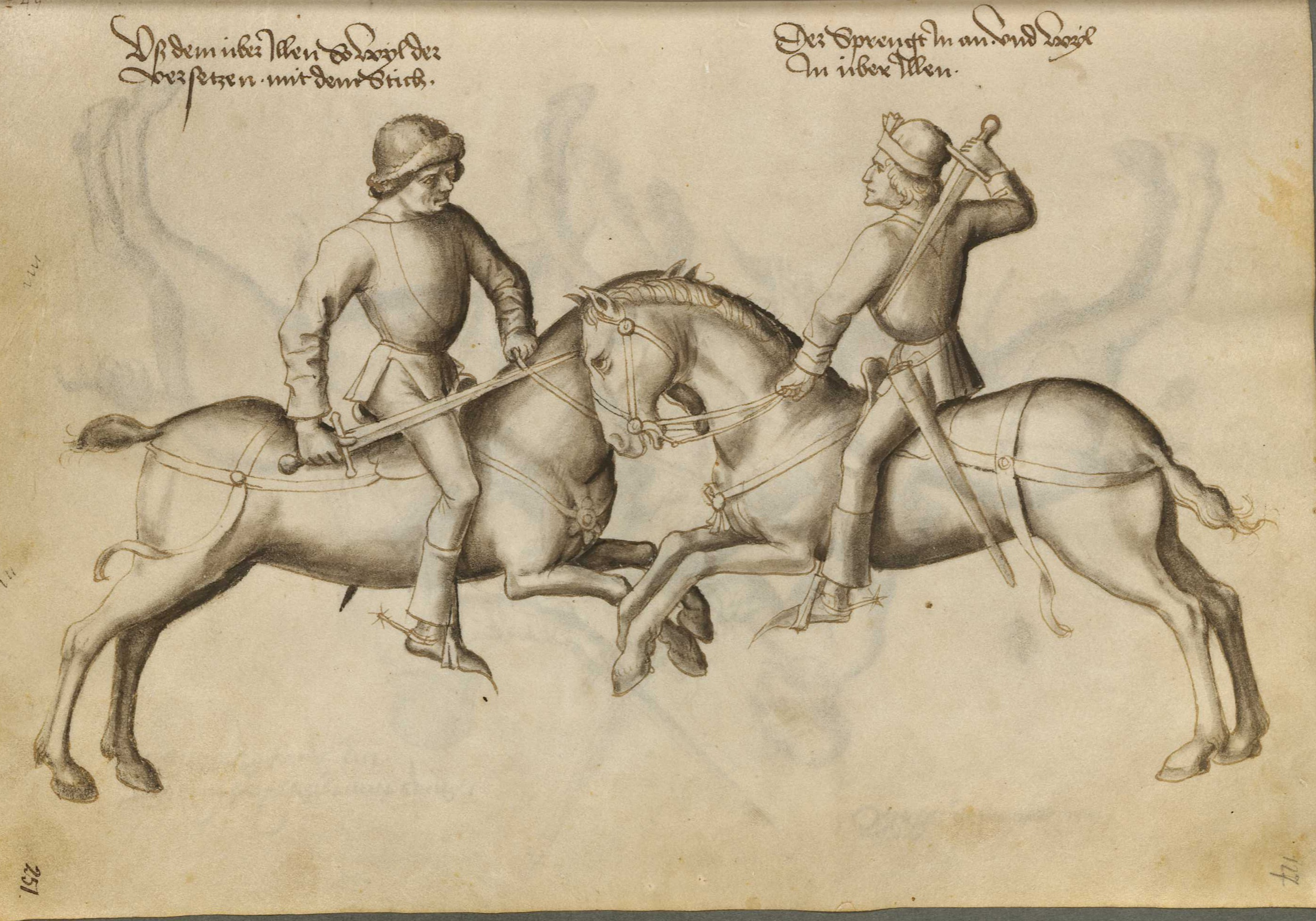
Конный поединок на мечах.
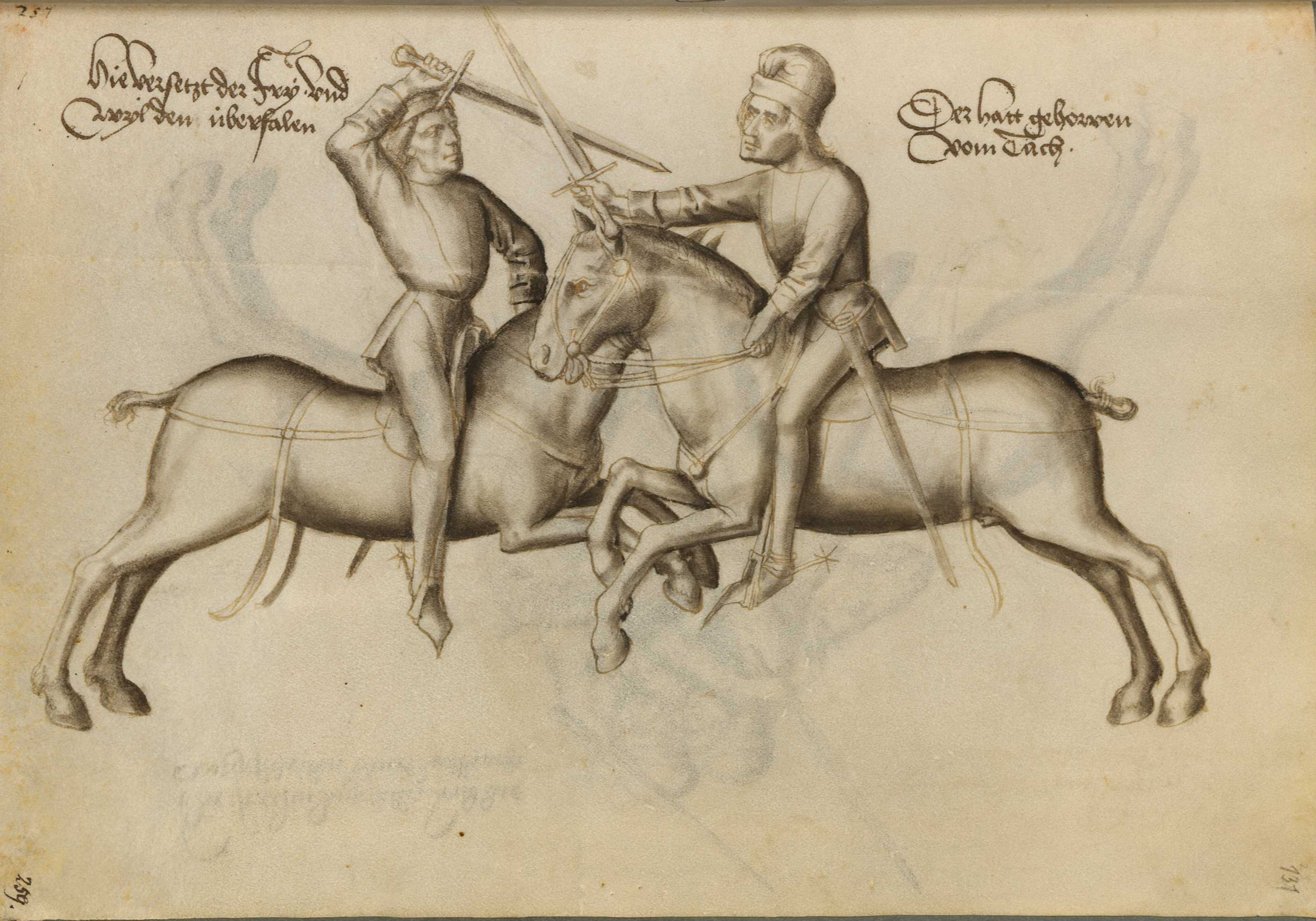
Конный поединок на мечах.
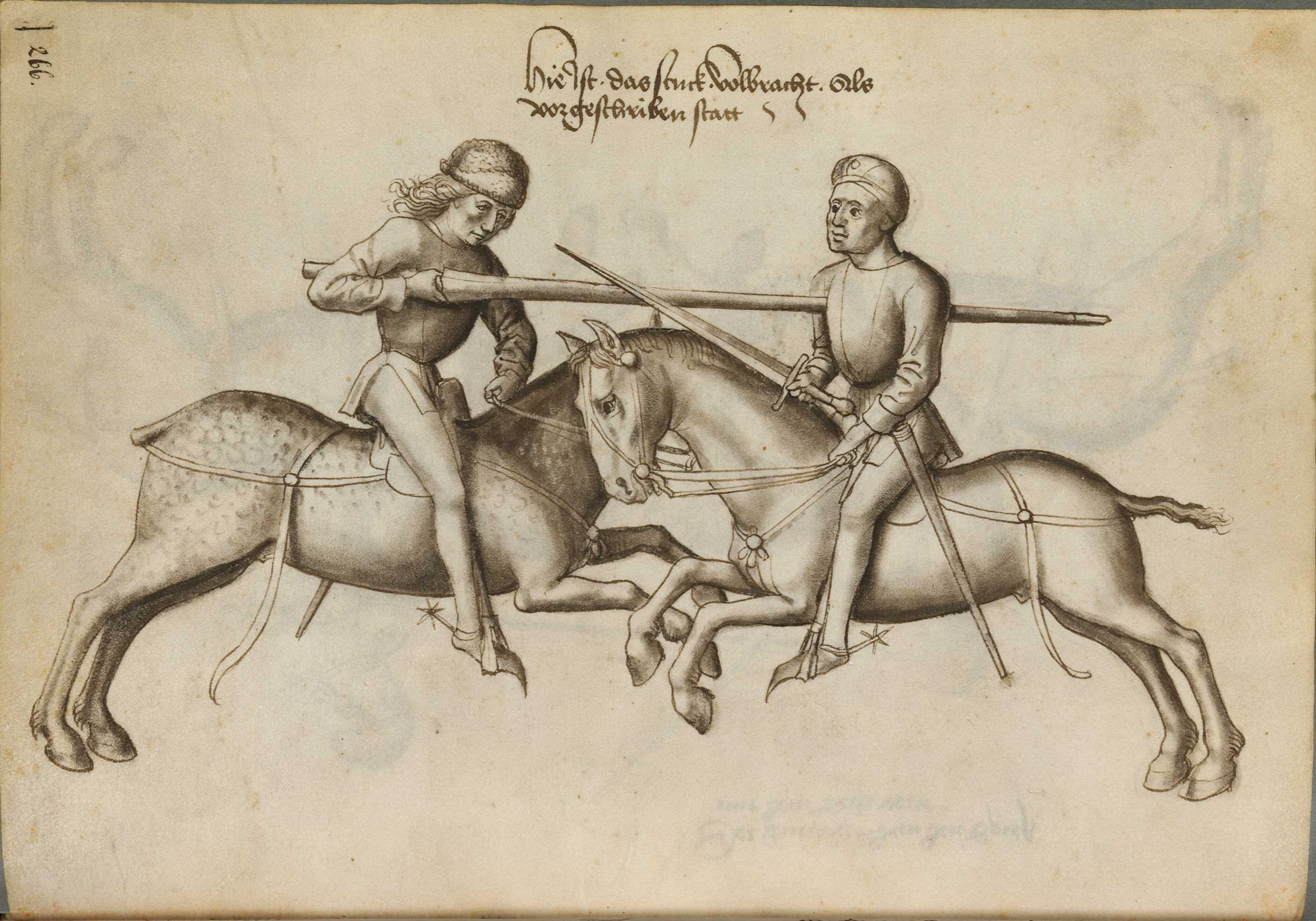
Удар копьём в конном поединке.
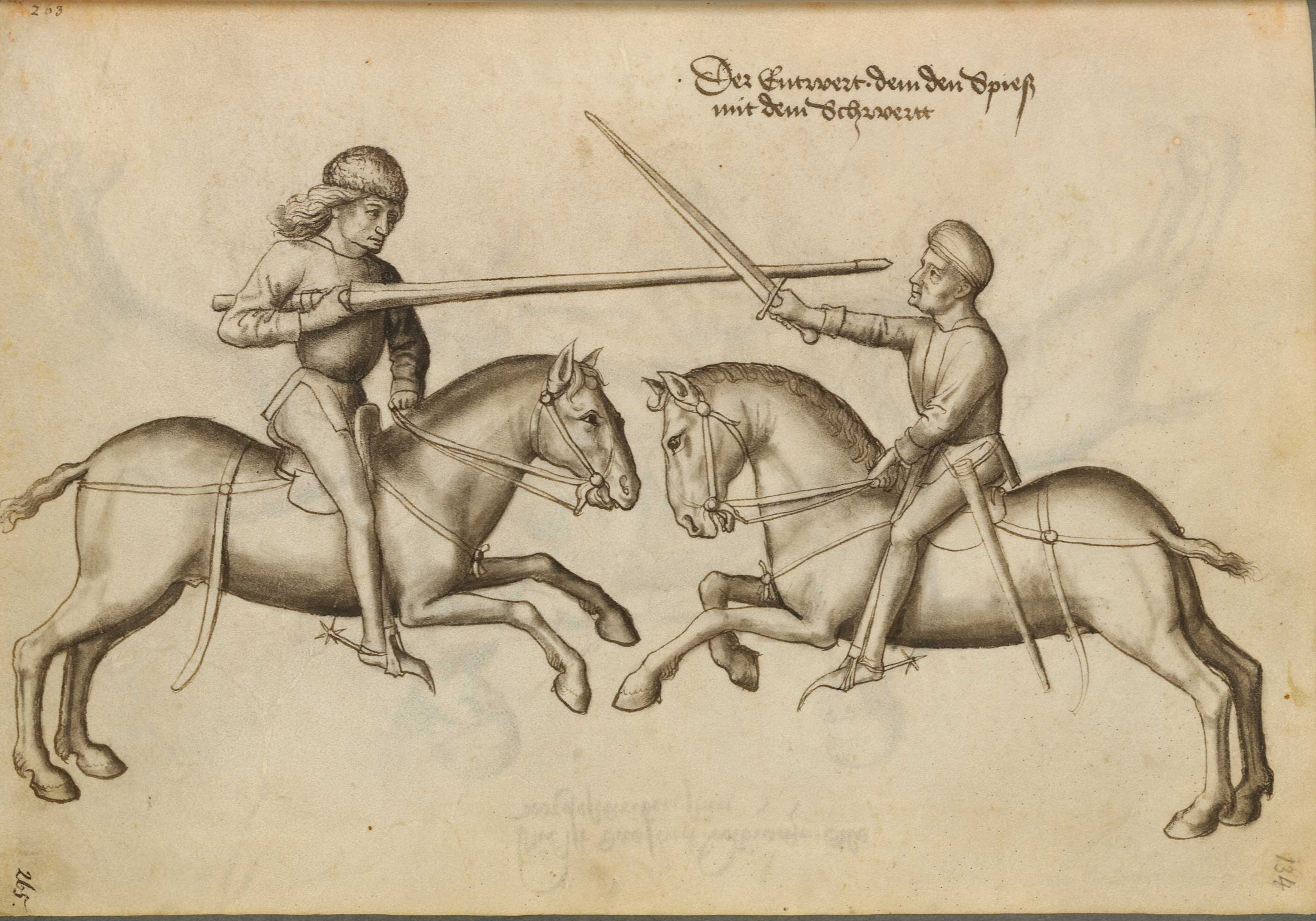
Парирование копья мечом в конном поединке.
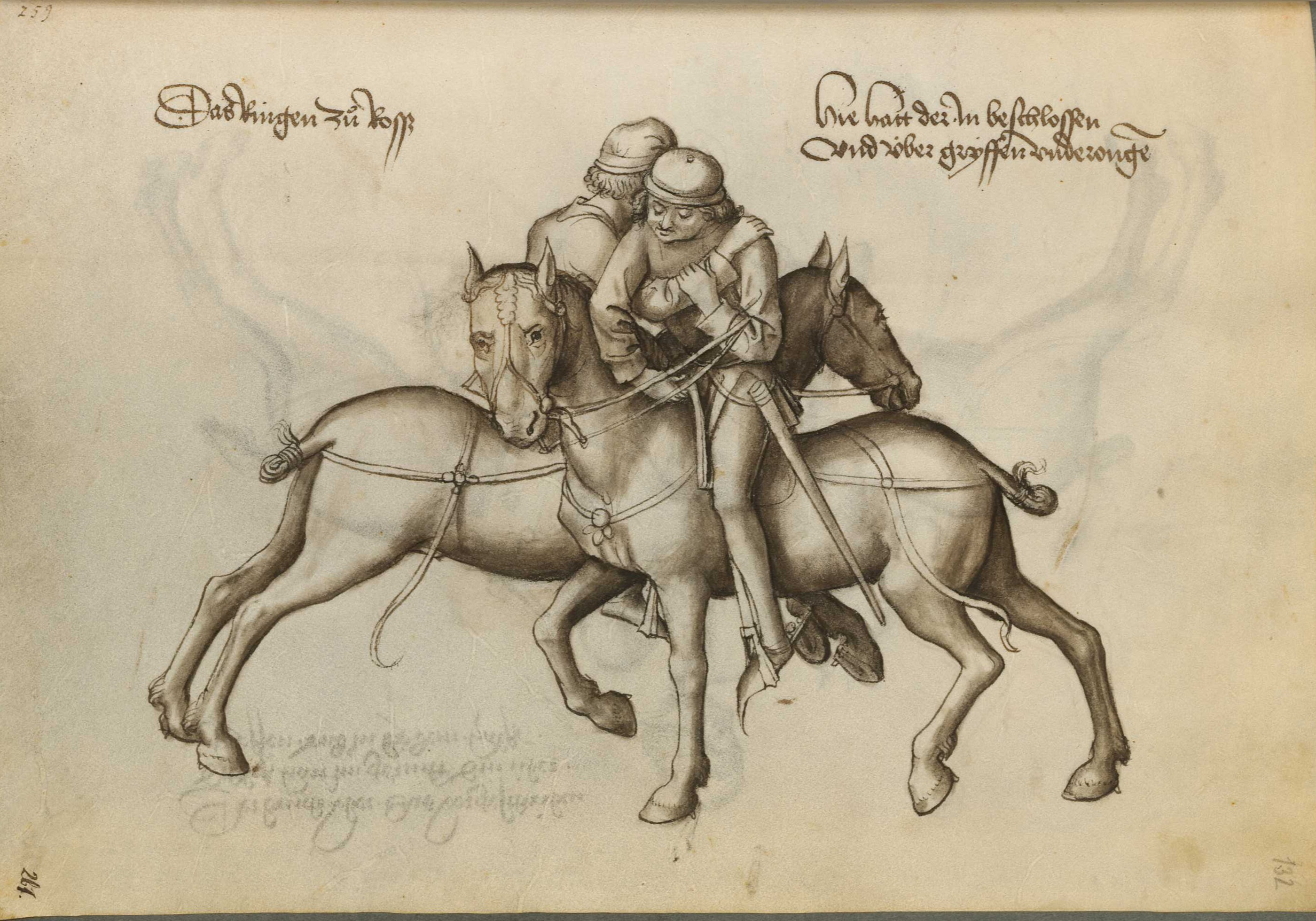
Борцовский приём в конном поединке.
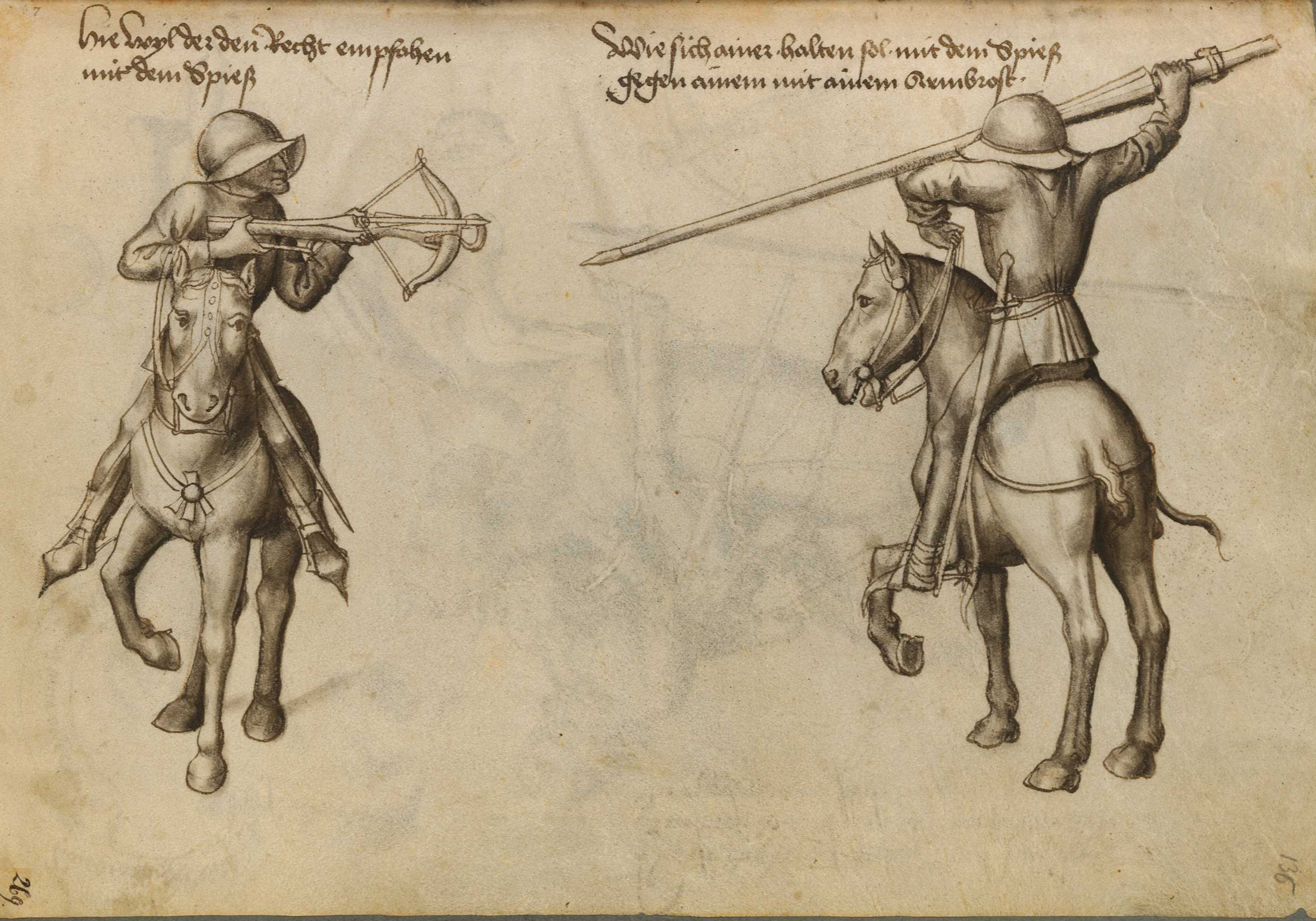
Конный поединок копейщика и арбалетчика.
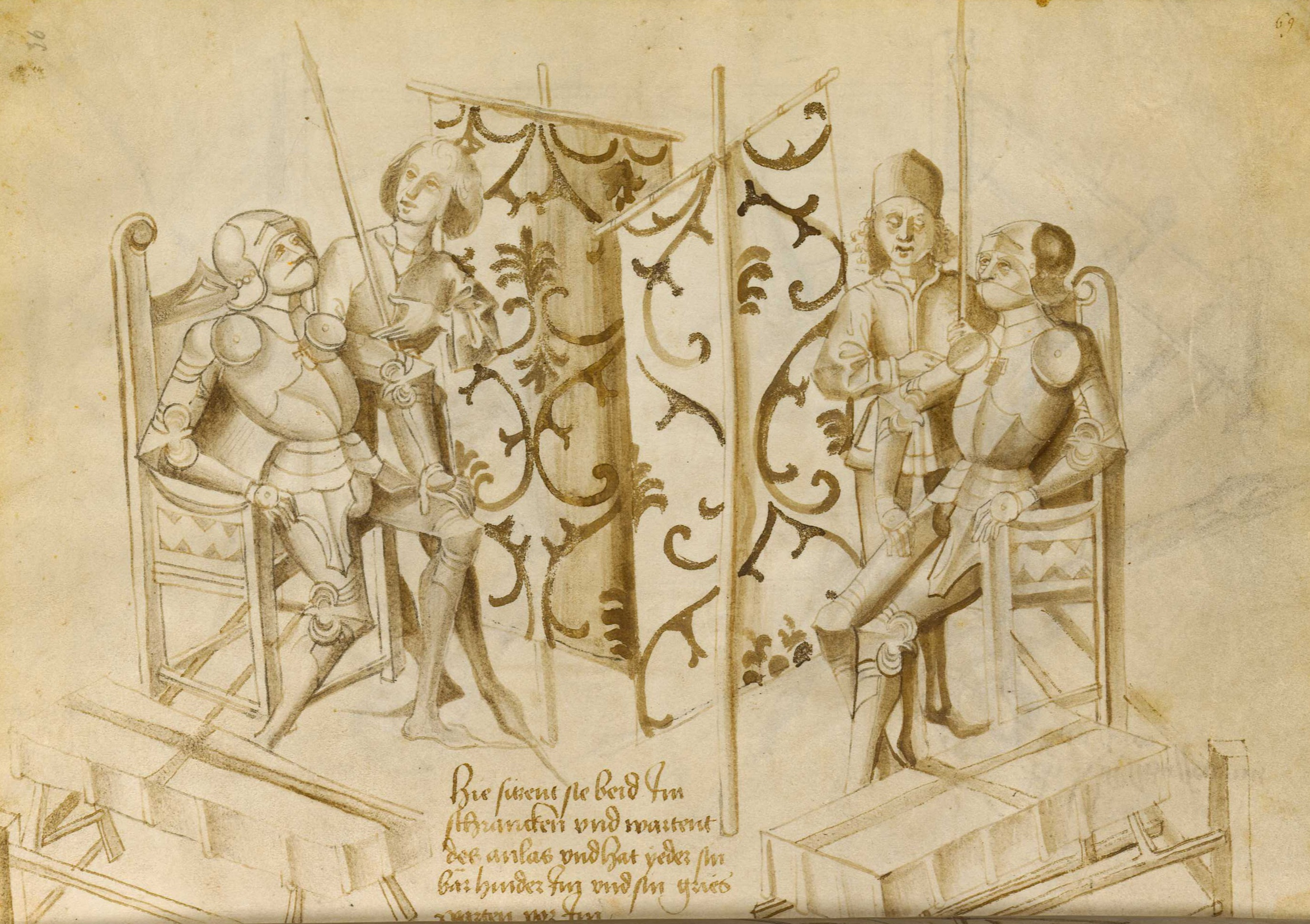
Отдых после схватки в присутствии пажей.